# Poul Anderson

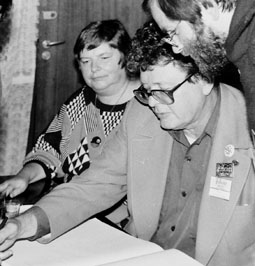
Poul Anderson auf der Polcon 1985

Poul Anderson (* 25. November 1926 in Bristol, Pennsylvania; † 31. Juli 2001 in Orinda, Kalifornien) war ein US-amerikanischer Science-Fiction-Autor. Einige seiner Kurzgeschichten wurden zuerst unter den Pseudonymen A. A. Craig, Michael Karageorge und Winston P. Sanders veröffentlicht.

## Leben und Werk
Poul Anderson wurde am 25. November 1926 in Bristol, Pennsylvania, als Sohn skandinavischer Immigranten geboren. Seine Kindheit verbrachte er in Minnesota, Texas und für eine kurze Zeit auch in Dänemark.
Anderson studierte Physik und begann während dieser Zeit mit dem Schreiben von Science-Fiction-Erzählungen. Seine erste Science-Fiction-Erzählung Tomorrow's Children, die er gemeinsam mit F. N. Waldrop schrieb, erschien im März 1947 in Astounding. 1952 veröffentlichte er mit Vault of the Ages seinen ersten Roman. Anderson war einer der ersten Schriftsteller, die sowohl Fantasy-, als auch Science-Fiction-Romane veröffentlichten und dennoch eine klare Trennung der Genres aufrechterhielten.
Nach seiner Heirat mit Karen Kruse 1952 zog Anderson in die Nähe von San Francisco, wo er bis zu seinem Lebensende lebte.
Anderson gehörte zu den produktivsten SF-Autoren in den USA, er veröffentlichte über 100 Romane. Er war von 1972 bis 1973 Präsident der „Association of Science Fiction and Fantasy Writers of America“. Zu Andersons Freunden gehörten unter anderem die Science-Fiction-Autoren Gordon R. Dickson und Clifford D. Simak. Seine Tochter Astrid war die Ehefrau des Science-Fiction-Autors Greg Bear (1951–2022). Roland Emmerich produzierte 1994 unter dem Titel High Crusade – Frikassee im Weltraum eine Filmadaption des Romans The High Crusade.
Anderson starb am 31. Juli 2001 in Orinda, Kalifornien.

## Auszeichnungen
- 1961 Hugo Award für The Longest Voyage in der Kategorie „Short Fiction“
- 1964 Hugo Award für No Truce with Kings in der Kategorie „Short Fiction“
- 1968 Forry Award
- 1969 Hugo Award für The Sharing of Flesh als bester Kurzroman
- 1971 Locus Award für The Fatal Fulfillment in der Kategorie „Short Fiction“
- 1972 Hugo Award für The Queen of Air and Darkness als beste Erzählung

0000 Locus Award für The Queen of Air and Darkness in der Kategorie „Short Fiction“
0000 Nebula Award für The Queen of Air and Darkness als bester Kurzroman
- 1973 Hugo Award für Goat Song als bester Kurzroman

0000 Nebula Award für Goat Song als bester Kurzroman
- 1974 British Fantasy Award für Hrolf Kraki’s Saga in der Kategorie „August Derleth Award (Novel)“
- 1975 Mythopoeic Award für A Midsummer Tempest in der Kategorie „Fantasy“
- 1978 Gandalf Award in der Kategorie „Grand Master of Fantasy“
- 1979 Hugo Award für Hunter’s Moon als bester Kurzroman

0000 Prometheus Award für The Avatar als bester Roman
- 1982 Hugo Award für The Saturn Game als beste Erzählung

0000 Nebula Award für The Saturn Game als beste Erzählung
0000 Skylark Award
- 1985 Prometheus Award für Trader to the Stars in der Kategorie „Hall of Fame“
- 1993 Seiun Award für Tau Zero als bester fremdsprachiger Roman
- 1995 Prometheus Award für The Star Fox in der Kategorie „Hall of Fame“

0000 Prometheus Award für The Stars Are Also Fire als bester Roman
- 1998 Nebula Award in der Kategorie „Grand Master Award“

0000 SFWA Grand Master Award
- 2000 Science Fiction Hall of Fame in der Kategorie „Living Inductee“
- 2001 John W. Campbell Memorial Award für Genesis in der Kategorie „Science Fiction Novel“

0000 Prometheus Award für das Lebenswerk
- 2010 Prometheus Award für No Truce with Kings in der Kategorie „Hall of Fame“

Außerdem wurde ein Asteroid des inneren Hauptgürtels 2001 nach ihm benannt ((7758) Poulanderson).

## Bibliografie

### Zyklen und Serien
Tomorrow’s Children
- 1 Tomorrow’s Children (in: Astounding Science Fiction, March 1947; auch: Prologue, 1961; mit F. N. Waldrop)
- 2 Logic (in: Astounding Science Fiction, July 1947; auch: Chain of Logic, 1961)
- 3 Children of Fortune (1961, in: Poul Anderson: Twilight World; auch: The Children of Fortune, 1964)
- 4 Epilogue (1961, in: Poul Anderson: Twilight World)
- Twilight World (Fix-up von 1–4; 1961)
  - Deutsch: Die Menschheit sucht Asyl. Übersetzt von Tony Westermayr. Goldmanns Zukunftsromane #23, 1961, DNB 450077950.

Psychotechnic League
- Entity (in: Astounding Science Fiction, June 1949; mit John Gergen)
- Gypsy (in: Astounding Science Fiction, January 1950)
  - Deutsch: Die Sternzigeuner. In: Die Sternzigeuner und andere Stories. Übersetzt von Horst Mayer. Moewig (Terra #376), 1964.
- Quixote and the Windmill (in: Astounding Science Fiction, November 1950)
  - Deutsch: Die Nutzlosen. In: Die Sternzigeuner und andere Stories. Übersetzt von Horst Mayer. Moewig (Terra #376), 1964. Auch als: Don Quijote und die Windmühle. In: Poul Anderson: Der Psychotechnik-Bund: Kalter Sieg. Ullstein Science Fiction & Fantasy #31164, 1988, ISBN 3-548-31164-4.
- Star Ship (in: Planet Stories, Fall 1950)
  - Deutsch: Das Sternenschiff. In: Poul Anderson: Der Psychotechnik-Bund: Die Welt der Frauen. Ullstein Science Fiction & Fantasy #31166, 1988, ISBN 3-548-31166-0.
- The Acolytes (in: Worlds Beyond, February 1951; auch: The Tinkler, 1953)
- The Green Thumb (in: Science Fiction Quarterly, February 1953)
- The Troublemakers (in: Cosmos Science Fiction and Fantasy Magazine, September 1953)
  - Deutsch: Die Unruhestifter. In: Poul Anderson: Der Psychotechnik-Bund: Kalter Sieg. Ullstein Science Fiction & Fantasy #31164, 1988, ISBN 3-548-31164-4.
- Un-Man (in: Astounding Science Fiction, January 1953)
  - Deutsch: UNO-Agent im Einsatz. Übersetzt von Walter Spiegl. Pabel (Utopia-Großband #170), 1962. Auch als: Der UN-Mensch. In: Walter Spiegl (Hrsg.): Science-Fiction-Stories 18. Ullstein 2000 #31 (2916), 1972, ISBN 3-548-02916-7.
- Teucan (in: Cosmos Science Fiction and Fantasy Magazine, July 1954)
  - Deutsch: Der Gott, der vom Himmel fiel. In: Poul Anderson: Der Psychotechnik-Bund: Die Welt der Frauen. Ullstein Science Fiction & Fantasy #31166, 1988, ISBN 3-548-31166-0.
- The Big Rain (in: Astounding Science Fiction, October 1954)
  - Deutsch: Rebellion auf der Venus. Übersetzt von Walter Spiegl. Pabel (Utopia-Großband #148), 1961. Auch als: Vor dem großen Regen. In: Walter Spiegl (Hrsg.): Science-Fiction-Stories 12. Ullstein 2000 #20 (2877), 1972, ISBN 3-548-02877-2.
- The Chapter Ends (in: Dynamic Science Fiction, January 1954; auch: Final Chapter, 2001)
  - Deutsch: Ein Kapitel schließt. In: Sternenstaub. Moewig (Terra Sonderband #56), 1962.
- The Sensitive Man (in: Fantastic Universe, January 1954)
  - Deutsch: Der integrierte Mensch. In: Poul Anderson: Jenseits der Unendlichkeit. Heyne SF & F #3316, 1972.
- The Stranger Was Himself (in: Fantastic Universe, December 1954; auch: Symmetry, 1989)
- Out of the Iron Womb! (in: Planet Stories, Summer 1955; auch: Holmgang, 1957)
  - Deutsch: Holmgang. In: Poul Anderson: Der Psychotechnik-Bund: Kalter Sieg. Ullstein Science Fiction & Fantasy #31164, 1988, ISBN 3-548-31164-4.
- The Snows of Ganymede (in: Startling Stories, Winter 1955)
- Star Ways (1956, in: Star Ways; auch: The Peregrine, 1978)
  - Deutsch: Sternenwanderer. Übersetzt von Robert F. Atkinson. Pabel (Utopia-Großband #77), 1958. Auch als: Nomaden des Weltalls. Übersetzt von Dolf Strasser. Ullstein 2000 #120 (3266), 1976, ISBN 3-548-03266-4.
- What Shall It Profit? (in: If, June 1956)
  - Deutsch: Denn was hülfe es dem Menschen … In: Poul Anderson: Der Psychotechnik-Bund: Kalter Sieg. Ullstein Science Fiction & Fantasy #31164, 1988, ISBN 3-548-31164-4.
- Brake (in: Astounding Science Fiction, August 1957)
  - Deutsch: Notlandung auf Jupiter. In: Notlandung auf Jupiter und andere Stories. Moewig (Terra Nova #23), 1968. Auch als: Bremsmanöver. In: Poul Anderson: Jenseits der Unendlichkeit. Heyne SF & F #3316, 1972.
- Cold Victory (1957)
  - Deutsch: Der Psychotechnik-Bund: Kalter Sieg. Übersetzt von Ronald M. Hahn, Wulf H. Bergner, Walter Brumm und Horst Mayer. Ullstein Science Fiction & Fantasy #31164, 1988, ISBN 3-548-31164-4.
- Cold Victory (in: Venture Science Fiction Magazine, May 1957)
  - Deutsch: Sieg in der Kälte. In: Wulf H. Bergner (Hrsg.): Sieg in der Kälte. Heyne SF & F #3320, 1972. Auch als: Kalter Sieg. In: Poul Anderson: Der Psychotechnik-Bund: Kalter Sieg. Ullstein Science Fiction & Fantasy #31164, 1988, ISBN 3-548-31164-4.
- Marius (in: Astounding Science Fiction, March 1957)
  - Deutsch: Marius. In: Notlandung auf Jupiter und andere Stories. Moewig (Terra Nova #23), 1968.
- Virgin Planet (in: Venture Science Fiction Magazine, January 1957)
  - Deutsch: Planet der Frauen. In: Wulf H. Bergner (Hrsg.): Planet der Frauen. Heyne SF & F #3272, 1971. Auch als: Die Welt der Frauen. In: Poul Anderson: Der Psychotechnik-Bund: Die Welt der Frauen. Ullstein Science Fiction & Fantasy #31166, 1988, ISBN 3-548-31166-0.
- Virgin Planet (1959)
  - Deutsch: Planet der Amazonen. Übersetzt von Peter Mathys. Moewig (Terra Sonderband #38), 1961.
- The Pirate (in: Analog Science Fiction & Fact, October 1968)
  - Deutsch: Der Pirat. In: Poul Anderson: Der Psychotechnik-Bund: Die Welt der Frauen. Ullstein Science Fiction & Fantasy #31166, 1988, ISBN 3-548-31166-0.
- The Psycho-Technic League (1981; auch: The Psychotechnic League, 2013)
  - Deutsch: Der Psychotechnik-Bund. Ullstein Science Fiction & Fantasy #31163, 1988, ISBN 3-548-31163-6.
- Starship (1982)
  - Deutsch: Der Psychotechnik-Bund: Die Welt der Frauen. Ullstein Science Fiction & Fantasy #31166, 1988, ISBN 3-548-31166-0.
- Virgin Planet / Star Ways (2000)

The Complete Psychotechnic League (Sammelausgaben)
- 1 The Complete Psychotechnic League: Volume 1 (2017)
- 2 The Complete Psychotechnic League: Volume 2 (2018)
- 3 The Complete Psychotechnic League: Volume 3 (2018)

Wing Alak
- The Double-Dyed Villains (in: Astounding Science Fiction, September 1949)
- Enough Rope (in: Astounding Science Fiction, July 1953)
  - Deutsch: Diplomatie der Stärke. In: Walter Spiegl (Hrsg.): Science-Fiction Stories 21. Ullstein 2000 #37 (2936), 1973, ISBN 3-548-02936-1.
- The Live Coward (in: Astounding Science Fiction, June 1956)
  - Deutsch: Patrouillenmann von Terra. In: Notlandung auf Jupiter und andere Stories. Moewig (Terra Nova #23), 1968.
- Losers’ Night (1991)

Hoka (mit Gordon R. Dickson)
- Don Jones (1951, in: Don Jones)
  - Deutsch: Alexander Jones — Diplomat der Erde (Kapitel Vier). In: Alexander Jones — Diplomat der Erde 1. Teil. Moewig (Terra #382), 1965. Auch als: Don Jones. In: Poul Anderson und Gordon R. Dickson: Des Erdenmannes schwere Bürde. Moewig Science Fiction #3530, 1981, ISBN 3-8118-3530-0.
- Heroes Are Made (in: Other Worlds Science Stories, May 1951; auch: The Sheriff of Canyon Gulch)
  - Deutsch: Alexander Jones — Diplomat der Erde (Kapitel Eins). In: Alexander Jones — Diplomat der Erde 1. Teil. Moewig (Terra #382), 1965. Auch als: Der Sheriff von Canyon Gulch. In: Robert Silverberg (Hrsg.): Menschen und andere Ungeheuer. Heyne SF & F #3378, 1974, ISBN 3-453-30255-9.
- In Hoka Signo Vinces (in: Other Worlds Science Stories, June 1953)
  - Deutsch: Alexander Jones — Diplomat der Erde (Kapitel Sechs). In: Alexander Jones — Diplomat der Erde 1. Teil. Moewig (Terra #382), 1965. Auch als: In Hoka Signo Vinces. In: Poul Anderson und Gordon R. Dickson: Des Erdenmannes schwere Bürde. Moewig Science Fiction #3530, 1981, ISBN 3-8118-3530-0.
- The Adventure of the Misplaced Hound (in: Universe Science Fiction, December 1953)
  - Deutsch: Alexander Jones — Diplomat der Erde (Kapitel Neun). In: Alexander Jones — Diplomat der Erde 2. Teil. Moewig (Terra #383), 1965. Auch als: Die Rückkehr des Hundes von Baskerville. In: Poul Anderson und Gordon R. Dickson: Des Erdenmannes schwere Bürde. Moewig Science Fiction #3530, 1981, ISBN 3-8118-3530-0.
- Joy in Mudville (in: The Magazine of Fantasy and Science Fiction, November 1955)
- The Tiddlywink Warriors (in: The Magazine of Fantasy and Science Fiction, August 1955)
  - Deutsch: Alexander Jones — Diplomat der Erde (Kapitel Dreizehn). In: Alexander Jones — Diplomat der Erde 2. Teil. Moewig (Terra #383), 1965. Auch als: Die Flohhüpf-Krieger. In: Poul Anderson und Gordon R. Dickson: Des Erdenmannes schwere Bürde. Moewig Science Fiction #3530, 1981, ISBN 3-8118-3530-0.
- Yo Ho Hoka! (in: The Magazine of Fantasy and Science Fiction, March 1955)
  - Deutsch: Alexander Jones — Diplomat der Erde (Kapitel Elf). In: Alexander Jones — Diplomat der Erde 2. Teil. Moewig (Terra #383), 1965. Auch als: Aye, aye Hoka! In: Poul Anderson und Gordon R. Dickson: Des Erdenmannes schwere Bürde. Moewig Science Fiction #3530, 1981, ISBN 3-8118-3530-0. Auch als: Aye, Aye, Hoka! In: Poul Anderson und Gordon R. Dickson: Des Erdenmannes schwere Bürde. Moewig Science Fiction #3768, 1987, ISBN 3-8118-3768-0.
- Earthman’s Burden (1957)
  - Deutsch: Alexander Jones — Diplomat der Erde 1. Teil. Moewig (Terra #382), 1965. Auch als: Alexander Jones — Diplomat der Erde 2. Teil. Moewig (Terra #383), 1965. Auch als: Des Erdenmannes schwere Bürde. Moewig Science Fiction #3530, 1981, ISBN 3-8118-3530-0.
- Foreign Ministry of the United Commonwealths: Cultural Development Service Earth Headquarters: Interdepartmental No. 19847364: 2/3/75 (1957, in: Poul Anderson und Gordon R. Dickson: Earthman’s Burden)
  - Deutsch: Aussenministerium der Vereinigten Commonwealths, Kultureller Entwicklungsdienst, Erd-Hauptquartier, Aktenzeichen 19847364,: 3/2/75. In: Poul Anderson und Gordon R. Dickson: Des Erdenmannes schwere Bürde. Moewig Science Fiction #3530, 1981, ISBN 3-8118-3530-0.
- Foreign Ministry of the United Commonwealths: Cultural Development Service Earth Headquarters: Interdepartmental No. 19847372: 2/3/75 (1957, in: Poul Anderson und Gordon R. Dickson: Earthman’s Burden)
  - Deutsch: Aussenministerium der Vereinigten Commonwealths, Kultureller Entwicklungsdienst, Erd-Hauptquartier, Aktenzeichen 19847372,: 3/2/75. In: Poul Anderson und Gordon R. Dickson: Des Erdenmannes schwere Bürde. Moewig Science Fiction #3530, 1981, ISBN 3-8118-3530-0.
- Foreign Ministry of the United Commonwealths: Cultural Development Service Earth Headquarters: 5/5/75 (1957, in: Poul Anderson und Gordon R. Dickson: Earthman’s Burden)
  - Deutsch: Aussenministerium der Vereinigten Commonwealths, Kultureller Entwicklungsdienst, Erd-Hauptquartier, 5/5/75. In: Poul Anderson und Gordon R. Dickson: Des Erdenmannes schwere Bürde. Moewig Science Fiction #3530, 1981, ISBN 3-8118-3530-0.
- Foreign Ministry of the United Commonwealths: Cultural Development Service Earth Headquarters: Interoffice No. EHQ-X-73-Z-218-r-262: 12/11/75 (1957, in: Poul Anderson und Gordon R. Dickson: Earthman’s Burden)
  - Deutsch: Aussenministerium der Vereinigten Commonwealths, Kultureller Entwicklungsdienst, Erd-Hauptquartier, Aktenzeichen EHQ-X-73-Z-218-r-478-R, 11/12/75. In: Poul Anderson und Gordon R. Dickson: Des Erdenmannes schwere Bürde. Moewig Science Fiction #3530, 1981, ISBN 3-8118-3530-0.
- Full Pack (Hokas Wild) (in: The Magazine of Fantasy and Science Fiction, October 1957)
- Incredibly Secret (1957, in: Poul Anderson und Gordon R. Dickson: Earthman’s Burden)
  - Deutsch: Unglaublich geheim. In: Poul Anderson und Gordon R. Dickson: Des Erdenmannes schwere Bürde. Moewig Science Fiction #3530, 1981, ISBN 3-8118-3530-0.
- Plenipotentiary of the Interbeing League: Planet Toka: Headquarters Office, City of Mixumaxu: Interoffice No. X-73-Z-218-r-478-R: 11/10/75 (1957, in: Poul Anderson und Gordon R. Dickson: Earthman’s Burden)
  - Deutsch: Der Botschafter der Kosmischen Entitätenliga auf dem Planeten Toka, Planetares Hauptquartier, Stadt Mixumaxu, Aktenzeichen X-73-Z-218-r-478-R, 10/11/75. In: Poul Anderson und Gordon R. Dickson: Des Erdenmannes schwere Bürde. Moewig Science Fiction #3530, 1981, ISBN 3-8118-3530-0.
- Plenipotentiary of the Interbeing League: Planet Toka: Headquarters Office, City of Mixumaxu: 2/3/85 (1957, in: Poul Anderson und Gordon R. Dickson: Earthman’s Burden)
  - Deutsch: Der Botschafter der Kosmischen Entitätenliga auf dem Planeten Toka, Planetares Hauptquartier, Stadt Mixumaxu, 3/2/85. In: Poul Anderson und Gordon R. Dickson: Des Erdenmannes schwere Bürde. Moewig Science Fiction #3530, 1981, ISBN 3-8118-3530-0.
- Plenipotentiary of the Interbeing League: Planet Toka: Headquarters Office, City of Mixumaxu: 7/6/86 (1957, in: Poul Anderson und Gordon R. Dickson: Earthman’s Burden)
  - Deutsch: Der Botschafter der Kosmischen Entitätenliga auf dem Planeten Toka, Planetares Hauptquartier, Stadt Mixumaxu, 6/7/86. In: Poul Anderson und Gordon R. Dickson: Des Erdenmannes schwere Bürde. Moewig Science Fiction #3530, 1981, ISBN 3-8118-3530-0.
- Plenipotentiary of the Interbeing League: Planet Toka: Headquarters Office, City of Mixumaxu: 9/9/86 (1957, in: Poul Anderson und Gordon R. Dickson: Earthman’s Burden)
  - Deutsch: Der Botschafter der Kosmischen Entitätenliga auf dem Planeten Toka, Planetares Hauptquartier, Stadt Mixumaxu, 9/9/86. In: Poul Anderson und Gordon R. Dickson: Des Erdenmannes schwere Bürde. Moewig Science Fiction #3530, 1981, ISBN 3-8118-3530-0.
- Undiplomatic Immunity (in: The Magazine of Fantasy and Science Fiction, May 1957)
- Star Prince Charlie (1975)
- Hoka! (1983)
- „The Bear That Walks Like a Man“: An Ursanoid Stereotype in Early Interbeing Era Poplular Culture by S*ndr* M**s*| (1983, in: Gordon R. Dickson und Poul Anderson: Hoka!)
- The Napoleon Crime (in: Analog Science Fiction/Science Fact, March 1983)
  - Deutsch: Das Napoleon-Verbrechen. In: Hans Joachim Alpers (Hrsg.): Analog 7. Moewig Science Fiction #3626, 1983, ISBN 3-8118-3626-9.
- Hoka! Hoka! Hoka! (1998)
- Mysterious Message (1998, in: Poul Anderson und Gordon R. Dickson: Hoka! Hoka! Hoka!)
- Hokas Pokas! (2000)
- The Sound & the Furry: The Complete Hoka Stories (2001)

Sam Hall
- Sam Hall (in: Astounding Science Fiction, August 1953)
  - Deutsch: Phantom der Freiheit. In: Kurt Luif (Hrsg.): Phantom der Freiheit. Pabel (Terra Taschenbuch #255), 1975. Auch als: Sam Hall. In: Poul Anderson: Die längste Reise. Goldmann Science Fiction #23315, 1979, ISBN 3-442-23315-1.
- Three Worlds to Conquer (in: If, January 1964, 2 Teile; auch: Three Worlds to Conquer)
  - Deutsch: Kontakt mit Jupiter. Übersetzt von Werner Gronwald. Heyne Bücher #3063, München 1965, DNB 450077985.

Kith
- Ghetto (in: The Magazine of Fantasy and Science Fiction, May 1954)
- Homo Aquaticus (in: Amazing Stories, September 1963; auch: The Horn of Time the Hunter, 1968)
  - Deutsch: Das Horn der Zeit. In: Poul Anderson: Das Horn der Zeit. Übersetzt von Birgit Reß-Bohusch. Heyne SF & F #3212, 1970.
- Starfarers (1998)
  - Deutsch: Weltenwanderer. Übersetzt von Michael Kubiak. Bastei Lübbe (Bastei-Lübbe SF Special #24276), 2000, ISBN 3-404-24276-9.
- The Tale of the Cat (in: Analog Science Fiction and Fact, February 1998)

Time Patrol
- 1 Time Patrol (in: The Magazine of Fantasy and Science Fiction, May 1955)
  - Deutsch: Die Zeitpolizei. In: Poul Anderson: Hüter der Zeiten. Goldmanns Weltraum Taschenbücher #17, 1961. Auch als: Zeitpatrouille. In: Poul Anderson: Die Chroniken der Zeitpatrouille. Heyne SF & F #5661, 1997, ISBN 3-453-11946-0.
- 2 Brave to Be a King (in: The Magazine of Fantasy and Science Fiction, August 1959)
  - Deutsch: Der Mut, ein König zu sein. In: Poul Anderson: Die Chroniken der Zeitpatrouille. Heyne SF & F #5661, 1997, ISBN 3-453-11946-0.
- 3 Gibraltar Falls (in: The Magazine of Fantasy and Science Fiction, October 1975)
  - Deutsch: Die Gibraltar-Fälle. In: Poul Anderson: Die Chroniken der Zeitpatrouille. Heyne SF & F #5661, 1997, ISBN 3-453-11946-0
- 4 The Only Game in Town (in: The Magazine of Fantasy and Science Fiction, January 1960)
  - Deutsch: Ein unfaires Spiel. In: Poul Anderson: Die Chroniken der Zeitpatrouille. Heyne SF & F #5661, 1997, ISBN 3-453-11946-0.
- 5 Delenda Est (in: The Magazine of Fantasy and Science Fiction, December 1955)
  - Deutsch: Delenda Est. In: Poul Anderson: Die Chroniken der Zeitpatrouille. Heyne SF & F #5661, 1997, ISBN 3-453-11946-0.
- 6 Ivory, and Apes, and Peacocks (1983, in: Poul Anderson: Time Patrolman)
  - Deutsch: Elfenbein, Affen und Pfauen. In: Poul Anderson: Zeitpatrouille. Übersetzt von Hans Maeter. Heyne SF & F #4377, 1987, ISBN 3-453-31381-X.
- 7 The Sorrow of Odin the Goth (1983, in: Poul Anderson: Time Patrolman)
  - Deutsch: Die Trauer Odins des Goten. In: Poul Anderson: Zeitpatrouille. Übersetzt von Hans Maeter. Heyne SF & F #4377, 1987, ISBN 3-453-31381-X.
- 8 Star of the Sea (1991, in: Poul Anderson: The Time Patrol)
  - Deutsch: Stern des Meeres. In: Poul Anderson: Die Chroniken der Zeitpatrouille. Heyne SF & F #5661, 1997, ISBN 3-453-11946-0.
- 9 The Year of the Ransom (1988)
  - Deutsch: Das Jahr der Erlösung. In: Poul Anderson: Die Chroniken der Zeitpatrouille. Heyne SF & F #5661, 1997, ISBN 3-453-11946-0.
- 10 The Shield of Time (1990)
  - Deutsch: Der Schild der Zeit. Übersetzt von Edda Petri. Heyne SF & F #4961, München 1993, ISBN 3-453-06203-5.
- Time Patrol (1955)
- Guardians of Time (1960; auch: The Guardians of Time, 1981)
  - Deutsch: Hüter der Zeiten. Übersetzt laut Impressum von Heinz Bingenheimer, tatsächlich von Clark Darlton. Goldmanns Zukunftsromane #21, 1961, DNB 450077896.
- Time Patrolman (1983)
  - Deutsch: Zeitpatrouille. Übersetzt von Hans Maeter. Heyne SF & F #4377, 1987, ISBN 3-453-31381-X.
- Annals of the Time Patrol (Sammelausgabe von 2 Erzählbänden; 1984)
- The Time Patrol (1991)
  - Deutsch: Die Chroniken der Zeitpatrouille. Übersetzt von Hans Maeter und Peter Pape. Heyne SF & F #5661, 1997, ISBN 3-453-11946-0.
- Death and the Knight (1995, in: Katherine Kurtz (Hrsg.): Tales of the Knights Templar)

Operation Chaos
- 1 Operation Chaos (1971)
  - Deutsch: Operation Chaos. Heyne SF & F #3329, 1973, DNB 730258211.
- 2 Operation Luna (1999)
- Operation Afreet (in: The Magazine of Fantasy and Science Fiction, September 1956; auch: Operation Chaos, 1996)
- Operation Salamander (in: The Magazine of Fantasy and Science Fiction, January 1957)
  - Deutsch: Operation Salamander. In: Isaac Asimov (Hrsg.): Zauberwelt der Fantasy. Bastei-Lübbe Paperback #28149, 1986, ISBN 3-404-28149-7.
- Operation Incubus (in: The Magazine of Fantasy and Science Fiction, October 1959)
- Operation Changeling (in: The Magazine of Fantasy and Science Fiction, May 1969, 2 Teile; auch: Operation Changeling, 2011)
- Operation Otherworld (Sammelausgabe von 1 und 2; 1999; auch: Operation Chaos and Operation Luna, 2018)

Cappen Varra
- The Valor of Cappen Varra (in: Fantastic Universe, January 1957)
  - Deutsch: Der Mut des Cappen Varra. In: Science-Fiction-Stories 23. Ullstein 2000 #41 (2951), 1973, ISBN 3-548-02951-5.
- The Lady of the Winds (in: The Magazine of Fantasy & Science Fiction, October-November 2001)

David Ryerson
- We Have Fed Our Sea (in: Astounding Science Fiction, August 1958, 2 Teile; Buchausgabe 1990; auch: The Enemy Stars, 1959)
  - Deutsch: Die Söhne der Erde. Übersetzt von Lothar Heinecke. Moewig (Terra Sonderband #30), 1960. Auch als: Söhne der Erde. Ullstein Science Fiction & Fantasy #31001, 1979, ISBN 3-548-31001-X.
- The Ways of Love (in: Jim Baen (Hrsg.): Destinies, January-February 1979)

Maurai
- The Sky People (in: The Magazine of Fantasy and Science Fiction, March 1959)
  - Deutsch: Die Himmelsmenschen. In: Poul Anderson: Die längste Reise. Goldmann Science Fiction #23315, 1979, ISBN 3-442-23315-1.
- Progress (in: The Magazine of Fantasy and Science Fiction, January 1962)
  - Deutsch: Fortschritt. In: Poul Anderson: Das Horn der Zeit. Übersetzt von Birgit Reß-Bohusch. Heyne SF & F #3212, 1970.
- There Will Be Time (1972, in: There Will Be Time)
  - Deutsch: Die Zeit wird kommen. Übersetzt von Tony Westermayr. Goldmann Science Fiction #0249, 1977, ISBN 3-442-23249-X.
- Windmill (1973, in: Roger Elwood und Virginia Kidd (Hrsg.): Saving Worlds)
- Maurai & Kith (1982)
- Orion Shall Rise (1983)
  - Deutsch: Orion wird sich erheben. Übersetzt von Eva Malsch. Goldmann (Edition '84: Die positiven Utopien #5), 1984, ISBN 3-442-08405-9.

History of Rustum
- Condemned to Death (in: Fantastic Universe, October 1959)
- Robin Hood’s Barn (in: Astounding Science Fiction, January 1959)
- The Burning Bridge (in: Astounding Science Fiction, January 1960)
  - Deutsch: Wendemarke. In: Notlandung auf Jupiter und andere Stories. Moewig (Terra Nova #23), 1968.
- Orbit Unlimited (1961)
  - Deutsch: Das letzte Sternenschiff. Übersetzt von Walter Brumm. Heyne SF & F #3169, 1970, DNB 454577974.
- My Own, My Native Land (1974, in: Roger Elwood (Hrsg.): Continuum 1)
- Passing the Love of Women (1974, in: Roger Elwood (Hrsg.): Continuum 2)
- A Fair Exchange (1974, in: Roger Elwood (Hrsg.): Continuum 3)
- To Promote the General Welfare (1975, in: Roger Elwood (Hrsg.): Continuum 4)
- New America (1982)

Trygve Yamamura
- Perish by the Sword (1959)
  - Deutsch: Das dürstende Schwert : Kriminalroman. Übersetzt von Margret Haas. A. Müller (AM-Auswahl #198), Rüschlikon-Zürich, Stuttgart und Wien 1963, DNB 450077934.
- Murder in Black Letter (1960)
- Murder Bound (1962)
- Dead Phone (1984, in: Poul Anderson und Karen Anderson: The Unicorn Trade; mit Karen Anderson)

Flying Mountains
- Industrial Revolution (in: Analog Science Fact / Science Fiction, September 1963; auch: The Rogue, 1970; als Winston P. Sanders)
  - Deutsch: Der Schurke. In: Poul Anderson: Die fliegenden Berge. 1979.
- „What’ll You Give?“ (in: Analog Science Fact / Science Fiction, April 1963; auch: Que Donn’rez Vous?, 1970; als Winston P. Sanders)
  - Deutsch: Was gibst du mir, wenn wir uns wiedersehen? In: Poul Anderson: Die fliegenden Berge. 1979.
- Sunjammer (in: Analog Science Fact / Science Fiction, April 1964; als Winston P. Sanders)
  - Deutsch: Sonnenjammer. In: Poul Anderson: Die fliegenden Berge. 1979.
- Say It with Flowers (in: Analog Science Fiction & Fact, September 1965; als Winston P. Sanders)
  - Deutsch: Sag es mit Blumen. In: Poul Anderson: Die fliegenden Berge. 1979.
- Nothing Succeeds Like Failure (1970, in: Poul Anderson: Tales of the Flying Mountains)
  - Deutsch: Nichts ist so erfolgreich wie der Mißerfolg. In: Poul Anderson: Die fliegenden Berge. 1979.
- Ramble with a Gamblin’ Man (1970, in: Poul Anderson: Tales of the Flying Mountains)
  - Deutsch: Bummel mit einem Spieler. In: Poul Anderson: Die fliegenden Berge. 1979.
- Recruiting Nation (1970, in: Poul Anderson: Tales of the Flying Mountains)
  - Deutsch: Eine Nation wird rekrutiert. In: Poul Anderson: Die fliegenden Berge. 1979.
- Tales of the Flying Mountains (1970)
  - Deutsch: Die fliegenden Berge. Übersetzt von Leni Sobez. Moewig (Bibliothek Science Fiction), 1979, ISBN 3-8118-0105-8.

Gunnar Heim
- Admiralty (in: The Magazine of Fantasy and Science Fiction, June 1965)
- Arsenal Port (in: The Magazine of Fantasy and Science Fiction, April 1965)
- Marque and Reprisal (in: The Magazine of Fantasy and Science Fiction, February 1965)
- The Star Fox (1965)
  - Deutsch: Freibeuter im Weltraum. Übersetzt von Walter Brumm. Moewig (Terra Taschenbuch #116), 1966.
- Fire Time (1974)
  - Deutsch: Zeit des Feuers. Übersetzt von Walter Brumm. Heyne SF & F #3599, 1978, ISBN 3-453-30506-X.

The Merman’s Children
- The Merman’s Children (1973, in: Lin Carter (Hrsg.): Flashing Swords! #1)
  - Deutsch: Kinder des Wassermanns. In: Lin Carter (Hrsg.): Flug der Zauberer. Pabel (Terra Fantasy #21), 1976.
- The Tupilak (1977, in: Lin Carter (Hrsg.): Flashing Swords! #4: Barbarians and Black Magicians)
  - Deutsch: Der Tupilak. In: Lin Carter (Hrsg.): Gefangen im Jenseits. Pabel (Terra Fantasy #63), 1979.
- The Merman’s Children (1979)
  - Deutsch: Kinder des Wassermanns. Moewig Science Fiction #3516, 1981, ISBN 3-8118-3516-5.

The Last Viking (Romane)
- 1 The Golden Horn (1980)
  - Deutsch: Das goldene Horn. Übersetzt von Uwe Anton. Ullstein Science Fiction & Fantasy #31151, 1987, ISBN 3-548-31151-2. Auch als: Das Blut der Wikinger. Übersetzt von Andrea Blendl. Mantikore (Allgemeine Reihe #251), 2018, ISBN 978-3-96188-051-5.
- 2 The Road of the Sea Horse (1980)
  - Deutsch: Die Walroß-Straße. Übersetzt von Uwe Anton. Ullstein Science Fiction & Fantasy #31152, 1987, ISBN 3-548-31152-0.
- 3 The Sign of the Raven (1980)
  - Deutsch: Das Zeichen des Raben. Übersetzt von Uwe Anton. Ullstein Science Fiction & Fantasy #31154, 1987, ISBN 3-548-31154-7.

King of Ys (mit Karen Anderson)
- 1 Roma Mater (1986)
- 2 Gallicenae (1987)
- 3 Dahut (1988)
- 4 The Dog and the Wolf (1988)
- The King of Ys, Volume I (Sammelausgabe von 1 und 2; 1988)
- The King of Ys, Volume II (Sammelausgabe von 3 und 4; 1988)
- The King of Ys (Sammelausgabe von 1, 2, 3, 4; 1996)

Tales of Known Space – Man-Kzin Wars
- 1 The Man-Kzin Wars (1988; mit Larry Niven und Dean Ing (Hrsg.))
  - Deutsch: Katzenhaus. Bastei Lübbe Science Fiction #24244, 1998, ISBN 3-404-24244-0.
- Iron (in: Jerry Pournelle und Jim Baen (Hrsg.): Far Frontiers, Volume VII/ Winter 1986)
  - Deutsch: Eisen. In: Larry Niven, Dean Ing und Poul Anderson: Katzenhaus. Bastei Lübbe Science Fiction #24244, 1998, ISBN 3-404-24244-0.
- Inconstant Star (1990)
  - Deutsch: Eisen. Übersetzt von Rainer Schumacher. Bastei Lübbe Science Fiction #24300, 2002, ISBN 3-404-24300-5.
- Inconstant Star (1990, in: Larry Niven (Hrsg.): Man-Kzin Wars III)
  - Deutsch: Höllenfeuer. In: Höllenfeuer. Bastei Lübbe Science Fiction #24254, 1999, ISBN 3-404-24254-8.
- Pele (in: Analog Science Fiction and Fact, October 2001)
  - Deutsch: Pele. In: Larry Niven, Poul Anderson, Paul Chafe und Hal Colebatch: Katzenkrallen. Bastei-Lübbe SF Special #24316, 2003, ISBN 3-404-24316-1.

The Fleet (Kurzgeschichten)
- The Only Bed to Lie In (1988, in: David Drake und Bill Fawcett (Hrsg.): The Fleet)
- Dereliction (1990, in: David Drake und Bill Fawcett (Hrsg.): Sworn Allies)
- Kinetic Kill (1991, in: David Drake und Bill Fawcett (Hrsg.): Crisis)

Harvest of Stars / Sternengeist-Universum
- Harvest of Stars (1993)
  - Deutsch: Sternengeist. Übersetzt von Karl-Ulrich Burgdorf. Bastei-Verl. Lübbe (Bastei-Lübbe SF Abenteuer #23161), Bergisch Gladbach 1995, ISBN 3-404-23161-9.
- The Stars Are Also Fire (1994)
  - Deutsch: Sternenfeuer. Bastei Lübbe Science Fiction #24224, 1997, ISBN 3-404-24224-6.
- Harvest the Fire (1995)
- Renascence (in: Analog Science Fiction and Fact, March 1995)
- The Fleet of Stars (1997; auch: Fleet of Stars, 2018)
- Harvest the Fire / the Fleet of Stars
  - Deutsch: Sternennebel. Übersetzt von Winfried Czech. Bastei-Verl. Lübbe (Bastei-Lübbe SF Special #24248), Bergisch Gladbach 1998, ISBN 3-404-24248-3.

#### Technic History / Polesotechnische Liga
- Sargasso of Lost Starships (in: Planet Stories, January 1952)
- The Star Plunderer (in: Planet Stories, September 1952)
  - Deutsch: Der Sternenplünderer. In: Brian W. Aldiss und Wolfgang Jeschke (Hrsg.): Titan 18. Heyne SF & F #3920, 1982, ISBN 3-453-30846-8.
- A Twelvemonth and a Day (in: Fantastic Universe, January 1960)
- Let the Spacemen Beware! (1963, in: Kenneth Bulmer und Poul Anderson: Let the Spacemen Beware! / The Wizard of Starship Poseidon; auch: The Night Face, 1978)
  - Deutsch: Raumfahrer, Vorsicht! Übersetzt von Wulf H. Bergner. Moewig (Terra #347), 1964.
- Starfog (in: Analog Science Fiction & Fact, August 1967)
  - Deutsch: Sternennebel. In: Poul Anderson: Jenseits der Unendlichkeit. Heyne SF & F #3316, 1972.
- A Tragedy of Errors (in: Galaxy Magazine, February 1968)
- The Sharing of Flesh (in: Galaxy Magazine, December 1968; auch: The Dipteroid Phenomenon, 1969)
- Birthright (in: Analog Science Fiction/Science Fact, February 1970; auch: Esau, 1978)
  - Deutsch: Esau. In: Poul Anderson: Das Erdenbuch von Sturmtor. Heyne SF & F #3966, 1983, ISBN 3-453-30898-0.
- A Little Knowledge (in: Analog Science Fiction/Science Fact, August 1971)
  - Deutsch: Mit etwas Verstand. In: Poul Anderson: Das Erdenbuch von Sturmtor. Heyne SF & F #3966, 1983, ISBN 3-453-30898-0.
- Wings of Victory (in: Analog Science Fiction/Science Fact, April 1972)
  - Deutsch: Flügel des Sieges. In: Poul Anderson: Das Erdenbuch von Sturmtor. Heyne SF & F #3966, 1983, ISBN 3-453-30898-0.
- How to Be Ethnic in One Easy Lesson (1973, in: Roger Elwood (Hrsg.): Future Quest)
  - Deutsch: Wie man spielend in einer einzigen Lektion Rassenbewußtsein erlangt. In: Poul Anderson: Das Erdenbuch von Sturmtor. Heyne SF & F #3966, 1983, ISBN 3-453-30898-0.
- The Season of Forgiveness (in: Boys’ Life, December 1973)
  - Deutsch: Zeit der Vergebung. In: Poul Anderson: Das Erdenbuch von Sturmtor. Heyne SF & F #3966, 1983, ISBN 3-453-30898-0.
- Analog Science Fiction/Science Fact, February 2, 1981
  - Deutsch: Das Saturnspiel. In: Hans Joachim Alpers (Hrsg.): Analog 1. Moewig Science Fiction #3547, 1981, ISBN 3-8118-3547-5.
- Die Sternenhändler. Bastei Lübbe Science Fiction Action #21164, 1983, ISBN 3-404-21164-2 (Sammelausgabe von 2 Erzählbänden und 2 Romanen).

Avalon
- Rescue on Avalon (in: Boys’ Life, July 1973)
  - Deutsch: Rettung auf Avalon. In: Poul Anderson: Das Erdenbuch von Sturmtor. Heyne SF & F #3966, 1983, ISBN 3-453-30898-0.
- The People of the Wind (4 Teile ab: Analog Science Fiction/Science Fact, February 1973; Buchausgabe 1993)
  - Deutsch: Terra gegen Avalon. Goldmann Science Fiction #0191, 1974, ISBN 3-442-23191-4.
- The Problem of Pain (in: The Magazine of Fantasy and Science Fiction, February 1973)
  - Deutsch: Vom Sinn des Leidens. In: Poul Anderson: Das Erdenbuch von Sturmtor. Heyne SF & F #3966, 1983, ISBN 3-453-30898-0.
- Wingless on Avalon (1973, in: Roger Elwood (Hrsg.): Children of Infinity; auch: Wingless, 1978)
  - Deutsch: Flügellos. In: Poul Anderson: Das Erdenbuch von Sturmtor. Heyne SF & F #3966, 1983, ISBN 3-453-30898-0.
- The Earth Book of Stormgate (1978)
  - Deutsch: Das Erdenbuch von Sturmtor. Heyne SF & F #3966, 1983, ISBN 3-453-30898-0.
- The Earth Book of Stormgate (1980, in: Poul Anderson: The Earth Book of Stormgate One)
- The Earth Book of Stormgate One (1980)
- The Earth Book of Stormgate: 3 (1981)

Nicholas Van Rijn
- War of the Wing-Men (1955, in: War of the Wing-Men; auch: The Man Who Counts, 1978; auch: The Earth Book of Stormgate: 2, 1987)
  - Deutsch: Die Wing-Dynastie. Balowa / Gebrüder Zimmermann (Balowa Bestseller des Kosmos), 1959, DNB 450077977. Auch als: Die Rasse der Flügelmenschen. Moewig (Terra #150), 1960. Auch als: Entscheidung über den Wolken. Übersetzt von Heinz Zwack. Ullstein 2000 #94 (3149), 1975, ISBN 3-548-03149-8. Auch als: Ein Mann, der zählt. In: Poul Anderson: Das Erdenbuch von Sturmtor. Heyne SF & F #3966, 1983, ISBN 3-453-30898-0.
- Margin of Profit (in: Astounding Science Fiction, September 1956; überarbeitet 1978; Neuausgabe der Originalfassung 2008)
  - Deutsch: Die Gewinnspanne. In: Poul Anderson: Das Erdenbuch von Sturmtor. Heyne SF & F #3966, 1983, ISBN 3-453-30898-0.
- Hiding Place (in: Analog Science Fact / Fiction, March 1961)
  - Deutsch: Das Versteck. In: Poul Anderson: Der Sternenhändler. Übersetzt von Walter Brumm. Heyne SF & F #3079, 1966. Auch als: Versteck. In: Poul Anderson: Die längste Reise. Goldmann Science Fiction #23315, 1979, ISBN 3-442-23315-1.
- Territory (in: Analog Science Fact / Science Fiction, June 1963)
  - Deutsch: Der sterbende Planet. In: Poul Anderson: Der Sternenhändler. Übersetzt von Walter Brumm. Heyne SF & F #3079, 1966.
- The Master Key (in: Analog Science Fact / Science Fiction, July 1964)
  - Deutsch: Die Wilden von Kain. In: Poul Anderson: Der Sternenhändler. Übersetzt von Walter Brumm. Heyne SF & F #3079, 1966.
- Trader to the Stars (1964)
  - Deutsch: Der Sternenhändler. Übersetzt von Walter Brumm. Heyne SF & F #3079, 1966, DNB 454578024. Auch als: Die Sternenhändler. Bastei Lübbe Science Fiction Action #21164, 1983, ISBN 3-404-21164-2.
- Satan’s World (in: Analog Science Fiction & Fact, May 1968, 4 Teile)
  - Deutsch: Die Satanswelt. Übersetzt von Birgit Reß-Bohusch. Pabel (Terra Taschenbuch #204), 1973, DNB 730333299. Auch als: Satans Welt. In: Satans Welt. Bastei Lübbe Science Fiction Action #21169, 1983, ISBN 3-404-21169-3.
- Lodestar (1973, in: Harry Harrison (Hrsg.): Astounding: John W. Campbell Memorial Anthology)
  - Deutsch: Polarstern. In: Poul Anderson: Das Erdenbuch von Sturmtor. Heyne SF & F #3966, 1983, ISBN 3-453-30898-0.
- Mirkheim (1977)
  - Deutsch: Mirkheim. In: Mirkheim. Bastei Lübbe Science Fiction Action #21172, 1984, ISBN 3-404-21172-3.
- A Historical Reflection (2009, in: Poul Anderson: David Falkayn: Star Trader)

Dominic Flandry
- Honorable Enemies (in: Future Combined with Science Fiction Stories, May 1951; auch: Honourable Enemies, 1977)
  - Deutsch: Viel Feind, viel Ehr! In: Die Flandry Dossiers. Bastei Lübbe Science Fiction Action #21148, 1982, ISBN 3-404-21148-0. Auch als: Viel Feind’, viel Ehr’! In: Abenteuer Weltraum 2. Bastei Lübbe Science Fiction Special #24051, 1984, ISBN 3-404-24051-0. Auch als: Viel Feind, viel Ehr. In: Poul Anderson: Spion der Erde. Bastei Lübbe Science Fiction Abenteuer #23108, 1990, ISBN 3-404-23108-2. Auch als: Ehrenwerte Feinde. In: Poul Anderson: Ehrenwerte Feinde. Bastei Lübbe Science Fiction & Fantasy #24358, 2007, ISBN 978-3-404-24358-7.
- Tiger by the Tail (in: Planet Stories, January 1951)
  - Deutsch: Den Tiger am Schwanz packen. In: Die Flandry Dossiers. Bastei Lübbe Science Fiction Action #21148, 1982, ISBN 3-404-21148-0. Auch als: Keine Angst vor schmutzigen Händen. In: Poul Anderson: Ehrenwerte Feinde. Bastei Lübbe Science Fiction & Fantasy #24358, 2007, ISBN 978-3-404-24358-7.
- The Ambassadors of Flesh (in: Planet Stories, Summer 1954; auch: Warriors from Nowhere, 1965; auch: The Warriors from Nowhere, 1980)
  - Deutsch: Unverhofft kommt oft. In: Die Flandry Dossiers. Bastei Lübbe Science Fiction Action #21148, 1982, ISBN 3-404-21148-0. Auch als: Krieger aus dem Nirgendwo. In: Poul Anderson: Krieger aus dem Nirgendwo. Bastei Lübbe Science Fiction & Fantasy #24364, 2007, ISBN 978-3-404-24364-8.
- Flandry of Terra (1957)
  - Deutsch: Geheimagent von Terra. Moewig (Bibliothek Science Fiction), 1980, ISBN 3-8118-2002-8.
- The Game of Glory (in: Venture Science Fiction Magazine, March 1958)
  - Deutsch: Zur Strecke gebracht. In: Poul Anderson: Geheimagent von Terra. Moewig (Bibliothek Science Fiction), 1980, ISBN 3-8118-2002-8. Auch als: Ein Spiel um Ruhm. In: Poul Anderson: Ehrenwerte Feinde. Bastei Lübbe Science Fiction & Fantasy #24358, 2007, ISBN 978-3-404-24358-7.
- A Handful of Stars (in: Amazing Science Fiction Stories, June 1959)
- A Message in Secret (in: Fantastic Science Fiction Stories, December 1959; auch: Mayday Orbit, 1961)
  - Deutsch: Geheimagent auf Altai. Moewig (Terra #226), 1962. Auch als: Die Geheimnachricht. In: Poul Anderson: Geheimagent von Terra. Moewig (Bibliothek Science Fiction), 1980, ISBN 3-8118-2002-8. Auch als: Eine Geheimnachricht. In: Poul Anderson: Ehrenwerte Feinde. Bastei Lübbe Science Fiction & Fantasy #24358, 2007, ISBN 978-3-404-24358-7.
- We Claim These Stars! (1959, in: Poul Anderson/Robert Silverberg: We Claim These Stars! / The Planet Killers; auch: Hunters of the Sky Cave, 1965)
  - Deutsch: Schach dem Unbekannten. Übersetzt von Clark Darlton. Moewig (Terra Sonderband #41), 1961. Auch als: Jäger der Himmelshöhle. In: Die Flandry Dossiers. Bastei Lübbe Science Fiction Action #21148, 1982, ISBN 3-404-21148-0.
- A Plague of Masters  (in: Fantastic Stories of Imagination, December 1960, 2 Teile; auch: Earthman, Go Home!; auch: The Plague of Masters, 1965)
  - Deutsch: Erdmenschen unerwünscht! Übersetzt von Hans Kneifel. Moewig (Terra #340), 1964. Auch als: Das Virus der Macht. In: Poul Anderson: Geheimagent von Terra. Moewig (Bibliothek Science Fiction), 1980, ISBN 3-8118-2002-8. Auch als: Virus der Macht. Übersetzt von Kurt Mahr. Moewig (Utopia Classics #80), 1985, ISBN 3-8118-5026-1. Auch als: Verteile und herrsche. In: Poul Anderson: Krieger aus dem Nirgendwo. Bastei Lübbe Science Fiction & Fantasy #24364, 2007, ISBN 978-3-404-24364-8.
- Agent of the Terran Empire (1965)
  - Deutsch: Die Flandry Dossiers. Übersetzt von Ingrid Rothmann. Bastei Lübbe Science Fiction Action #21148, 1982, ISBN 3-404-21148-0.
- Ensign Flandry (1966)
  - Deutsch: Dominic Flandry – Spion im All. Übersetzt von Walter Brumm. Moewig Terra TB #126, 1967, DNB 454577958. Auch als: Im Dienst der Erde. Übersetzt von Thomas Schichtel. Bastei Lübbe Science Fiction Action #21140, 1981, ISBN 3-404-21140-5.
- Ensign Flandry (in: Amazing Stories, October 1966)
  - Deutsch: Im Dienst der Erde. In: Poul Anderson: Agent im All. Bastei Lübbe Science Fiction Abenteuer #23105, 1990, ISBN 3-404-23105-8.
- Outpost of Empire (in: Galaxy Magazine, December 1967)
- The Rebel Worlds (1969, in: The Rebel Worlds; auch: Commander Flandry, 1978)
  - Deutsch: Rebellion auf Alpha Crucis. Übersetzt von Birgit Reß-Bohusch. Heyne SF & F #3253, 1971, DNB 454577982. Auch als: Rebellenwelt. Übersetzt von Birgit Reß-Bohusch. Bastei Lübbe Science Fiction Action #21146, 1981, ISBN 3-404-21146-4.
- The White King’s War (in: Galaxy Magazine, August 1969)
- A Circus of Hells (1970)
  - Deutsch: Höllenzirkus. Übersetzt von Yoma Cap. Heyne SF & F #3350, 1973, DNB 740074105.
- A Knight of Ghosts and Shadows (in: Worlds of If, September-October 1974, 2 Teile; Buchausgabe 1975; auch: Knight Flandry, 1980)
  - Deutsch: Schattenwelt. In: Schattenwelt. Bastei Lübbe Science Fiction Action #21151, 1982, ISBN 3-404-21151-0.
- The Day of Their Return (1974)
- A Stone in Heaven (1979)
  - Deutsch: Am Ende des Weges. In: Am Ende des Weges. Bastei Lübbe Science Fiction Action #21153, 1982, ISBN 3-404-21153-7.
- Poul Anderson (1980)
- The Rebel Worlds / A Knight of Ghosts and Shadows (1982)
- The Long Night (1983)
- The Game of Empire (1985)
  - Deutsch: Diana Flandry – die Agentin des Imperiums. Bastei Lübbe Science Fiction Abenteuer #23077, 1988, ISBN 3-404-23077-9. Auch als: Agentin des Imperiums. Übersetzt von Dietmar Schmidt. Bastei Lübbe Science Fiction & Fantasy #24382, 2009, ISBN 978-3-404-24382-2.
- Flandry (1993)
- The Imperial Stars (2000)
- Tiger By the Tail!: Two Dominic Flandry Adventures (2009)

Deutsche Zusammenstellungen:
- Agent im All. Übersetzt von Thomas Schichtel, Yoma Cap und Birgit Reß-Bohusch. Bastei Lübbe Science Fiction Abenteuer #23105, 1990, ISBN 3-404-23105-8.
- Spion der Erde. Übersetzt von Ingrid Rothmann. Bastei Lübbe Science Fiction Abenteuer #23108, 1990, ISBN 3-404-23108-2.
- Ehrenwerte Feinde. Bastei Lübbe Science Fiction & Fantasy #24358, 2007, ISBN 978-3-404-24358-7.
- Krieger aus dem Nirgendwo. Bastei Lübbe Science Fiction & Fantasy #24364, 2007, ISBN 978-3-404-24364-8.

David Falkayn
- The Three-Cornered Wheel (in: Analog Science Fact / Science Fiction, October 1963)
  - Deutsch: Das dreieckige Rad. In: Poul Anderson: Die unsichtbare Sonne. Übersetzt von Wulf H. Bergner. Moewig (Terra Taschenbuch #124), 1967.
- Trader Team (in: Analog Science Fiction & Fact, July 1965, 2 Teile; auch: The Trouble Twisters, 1966)
  - Deutsch: Die Friedensstifter. In: Poul Anderson: Die unsichtbare Sonne. Übersetzt von Wulf H. Bergner. Moewig (Terra Taschenbuch #124), 1967.
- A Sun Invisible (in: Analog Science Fiction & Fact, April 1966)
  - Deutsch: Die unsichtbare Sonne. In: Poul Anderson: Die unsichtbare Sonne. Übersetzt von Wulf H. Bergner. Moewig (Terra Taschenbuch #124), 1967.
- The Trouble Twisters (1966)
  - Deutsch: Die unsichtbare Sonne. Übersetzt von Wulf H. Bergner. Moewig (Terra Taschenbuch #124), 1967. Auch als: Die Friedensstifter. Übersetzt von Wulf H. Bergner. Bastei Lübbe Science Fiction Action #21166, 1983, ISBN 3-404-21166-9.
- Supernova (in: Analog Science Fiction & Fact, January 1967; auch: Day of Burning, 1969)
  - Deutsch: Der Tag des Großen Brandes. In: Poul Anderson: Das Erdenbuch von Sturmtor. Heyne SF & F #3966, 1983, ISBN 3-453-30898-0.
- Plus Ca Change, Plus C’est La Meme Chose (1976, in: Poul Anderson: The Trouble Twisters; auch: Plus Ça Change Plus C’est La Même Chose, 2009)

Technic Civilization Saga
- 1 The Van Rijn Method (2008)
- 2 David Falkayn: Star Trader (2009)
- 3 Rise of the Terran Empire (2009)
- 4 Young Flandry (2010)
- 5 Captain Flandry: Defender of the Terran Empire (2010)
- 6 Sir Dominic Flandry: The Last Knight of Terra (2010)
- 7 Flandry’s Legacy: The Technic Civilization Saga (2011)

### Romane
- Duel on Syrtis (Kurzroman in: Planet Stories, March 1951)
  - Deutsch: Jagd auf dem Mars. In: Die Sternzigeuner und andere Stories. Übersetzt von Horst Mayer. Moewig (Terra #376), 1964.
- Inside Earth (Kurzroman in: Galaxy Science Fiction, April 1951)
- Vault of the Ages (1952)
  - Deutsch: Das Archiv in der Geisterstadt. Übersetzt von Birgit Reß-Bohusch. Moewig (Terra #537), 1967.
- The Escape (in: Space Science Fiction, September 1953, 2 Teile; auch: Brain Wave, 1954)
  - Deutsch: Macht des Geistes. Übersetzt von Jesco von Puttkamer. Pabel (Utopia-Großband #70), 1958, DNB 363278397. Auch als: Unter kosmischen Nebeln. Übersetzt von Jesco von Puttkamer. Widukind / Gebrüder Zimmermann (Widukind Utopia-Spitzenklasse), 1961, DNB 770207162. Auch als: Die Macht des Geistes. Übersetzt von Wulf H. Bergner. Heyne SF & F #3095, 1967, DNB 454577923. Auch als: Der Nebel weicht. Moewig Science Fiction #3589, 1982.
- Security (Kurzroman in: Space Science Fiction, February 1953)
- Sentiment, Inc. (Kurzroman in: Science Fiction Stories, #1 1953)
- The War of Two Worlds (1953)
  - Deutsch: Dämonen des Weltalls. Übersetzt von Gerhard Ledig. Pabel Utopia-Großband #131, 1960. Auch als: Feind aus dem All. Übersetzt von Otto Kühn. Ullstein 2000 #54 (2990), 1973, ISBN 3-548-02990-6. Auch als: Der Zweiwelten-Krieg. Übersetzt von Tony Westermayr. Goldmann Science Fiction #23263, 1977, ISBN 3-442-23263-5.
- Three Hearts and Three Lions (in: The Magazine of Fantasy and Science Fiction, September 1953, Buchausgabe 1961)
  - Deutsch: Dreiherz. Übersetzt von Sigrid Ehemann. Bastei Lübbe Fantasy #20019, 1980, ISBN 3-404-20019-5.
- Question and Answer (Kurzroman in: Astounding Science Fiction, June 1954, 2 Teile; auch: Planet of No Return, 1956)
  - Deutsch: Planet ohne Wiederkehr. In: Utopia-Science-Fiction-Magazin, #12. Pabel, 1958. Auch als: Welt ohne Wiederkehr. Übersetzt von H. P. Lehnert. Pabel-Moewig (Terra Astra #200), 1975.
- The Broken Sword (1954)
  - Deutsch: Das geborstene Schwert. Übersetzt von Rosemarie Hundertmarck. Bastei Lübbe Fantasy #20012, 1979, ISBN 3-404-01391-3. Auch als: Das Schwert des Nordens. Bastei Lübbe Science Fiction Special #24099, 1987, ISBN 3-404-24099-5. Auch als: Das zerbrochene Schwert. Heyne (Meisterwerke der Fantasy), 2002, ISBN 3-453-86369-0. Auch als: Das zerbrochene Schwert. Übersetzt von Rosemarie Hundertmarck. Piper (Germany) (Piper Fantasy #8549), 2005, ISBN 3-492-28549-X.
- The Long Way Home (in: Astounding Science Fiction, April 1955, 4 Teile; auch: No World of Their Own; Buchausgabe 1975)
  - Deutsch: Die fremden Sterne. Übersetzt von Jesco von Puttkamer. Bewin, 1956, DNB 770701612. Auch als: Die fremden Sterne. Übersetzt von Jesco von Puttkamer. Ullstein 2000 #68 (3047), 1974, ISBN 3-548-03047-5.
- Planet of No Return (1955)
  - Deutsch: Welt ohne Wiederkehr. Übersetzt von Heinz Peter Lehnert. Moewig Terra Astra #200, 1975. Auch als: Planet ohne Wiederkehr. Übersetzt von Tony Westermayr. Goldmann Science Fiction #0247, 1977, ISBN 3-442-23247-3.
- Snowball (Kurzroman in: If, May 1955)
- Catalysis (Kurzroman in: If, February 1956)
- A Bicycle Built for Brew (in: Astounding Science Fiction, November 1958, 2 Teile; auch: The Makeshift Rocket)
  - Deutsch: Raumschiff Modell Eigenbau. Übersetzt von Leni Sobez. Pabel (Utopia Zukunftsroman #585), 1968.
- Rogue Sword (1960)
- The Golden Slave (1960)
- The High Crusade (in: Astounding/Analog Science Fact & Fiction, July 1960, 3 Teile)
  - Deutsch: Kreuzzug nach fremden Sternen. Pabel (Utopia Zukunftsroman #298), 1961. Auch als: Sir Rogers himmlischer Kreuzzug. Moewig Science Fiction #3566, 1982, ISBN 3-8118-3566-1. Auch als: High Crusade: Frikassee im Weltraum. Übersetzt von Heinz Zwack. Bastei Lübbe Allgemeine Reihe #13593, 1994, ISBN 3-404-13593-8.
- The Day After Doomsday (in: Galaxy Magazine, December 1961, 2 Teile; auch: After Doomsday)
  - Deutsch: Der Untergang der Erde. Übersetzt von Tony Westermayr. Goldmanns Zukunftsromane #34, 1962, DNB 450077861.
- Shield (in: Fantastic Stories of Imagination, June 1962, 2 Teile)
  - Deutsch: Der Unangreifbare. Übersetzt von Horst Mayer. Moewig (Terra Sonderband #93), 1965.
- The Corridors of Time (in: Amazing Stories, May 1965, 2 Teile)
  - Deutsch: Korridore der Zeit. Übersetzt von Fritz Moeglich. Heyne SF & F #3115, 1968, DNB 454577931.
- The Fox, the Dog, and the Griffin (1966, Kurzroman)
- The Ancient Gods (in: Analog Science Fiction/Science Fact, June 1966, 2 Teile; auch: World Without Stars)
  - Deutsch: Gestrandet zwischen den Milchstraßen. Übersetzt von Birgit Reß-Bohusch. Moewig (Terra #547), 1968. Auch als: Welt ohne Sterne. Übersetzt von Tony Westermayr. Goldmann Science Fiction #23270, 1978, ISBN 3-442-23270-8.
- Tau Zero (1970)
  - Deutsch: Universum ohne Ende. Übersetzt von Birgit Reß-Bohusch. Heyne SF & F #3306, 1972, DNB 730247414.
- The Dancer from Atlantis (1971)
  - Deutsch: Die Tänzerin von Atlantis. Heyne SF & F #3404, 1974, ISBN 3-453-30299-0.
- Hrolf Kraki’s Saga (1973)
  - Deutsch: Hrolf Krakis Saga. Übersetzt von Rosemarie Hundertmarck. Bastei Lübbe Science Fiction Special #24007, 1980, ISBN 3-404-24007-3. Auch als: Hrolf Krakis Saga. In: Poul Anderson: Das Schwert des Nordens. Bastei Lübbe Science Fiction Special #24099, 1987, ISBN 3-404-24099-5.
- A Midsummer Tempest (1974)
  - Deutsch: Ein Mitternachts-Sturm. Übersetzt von Thomas Schichtel. Bastei Lübbe Fantasy #20042, 1982, ISBN 3-404-20042-X.
- Inheritors of Earth (1974; mit Gordon Eklund)
- The Winter of the World (1976)
- The Avatar (1978)
  - Deutsch: Das Avatar. Übersetzt von Harro Christensen. Bastei Lübbe Science Fiction Special #24022, 1981, ISBN 3-404-24022-7.
- The Demon of Scattery (1979; mit Mildred Downey Broxon)
  - Deutsch: Die Schlange von Scattery. Übersetzt von Brigitte Borngässer. Bastei-Verlag Lübbe (Bastei-Lübbe Fantasy #20051), Bergisch Gladbach 1983, ISBN 3-404-20051-9.
- Conan the Rebel (1980)
  - Deutsch: Conan der Rebell. Übersetzt von Lore Straßl. Heyne SF & F #4037, München 1983, ISBN 3-453-30978-2.
- The Devil’s Game (1980)
- The Boat of a Million Years (1989)
  - Deutsch: Zeitfahrer. Übersetzt von Edda Petri. Heyne SF & F #4832, München 1991, ISBN 3-453-05018-5.
- War of the Gods (1997)
  - Deutsch: Krieg der Götter. Übersetzt von Ingrid Herrmann-Nytko. Heyne SF & F #9069, München 2000, ISBN 3-453-16232-3. Auch als: War of Gods – Krieger des Nordens. Übersetzt von Andrea Blendl. Mantikore (Allgemeine Reihe #1015), 2018, ISBN 978-3-96188-015-7.
- Genesis (2000)
  - Deutsch: Genesis. Übersetzt von Dietmar Schmidt. Bastei Lübbe Science Fiction #24287, 2001, ISBN 3-404-24287-4.
- Mother of Kings (2001)
- For Love and Glory (2003)

### Erzählbände und Sammelausgaben
- Brake (1957)
  - Deutsch: Notlandung auf Jupiter. Moewig Terra Nova #23, 1968.
- Orbit Unlimited (1961)
  - Deutsch: Das letzte Sternenschiff. Übersetzt von Walter Brumm. Heyne SF & F #3169, 1970.
- Strangers from Earth (1961)
  - Deutsch: Die Sternzigeuner und andere Stories. Übersetzt von Horst Mayer. Moewig (Terra #376), 1964.
- Un-Man and Other Novellas / The Makeshift Rocket (Sammelausgabe von Roman und Erzählband; 1962)
- Time and Stars (1964)
  - Deutsch: Die Zeit und die Sterne. Übersetzt von Walter Brumm. Moewig (Terra Taschenbuch #103), 1965.
- The Star Fox (1965)
  - Deutsch: Freibeuter im Weltraum. Übersetzt von Walter Brumm. Moewig Terra TB #116, 1966.
- The Horn of Time (1968)
  - Deutsch: Das Horn der Zeit. Übersetzt von Birgit Reß-Bohusch. Heyne SF & F #3212, 1970, DNB 454577966.
- Beyond the Beyond (1969)
  - Deutsch: Jenseits der Unendlichkeit. Heyne SF & F #3316, 1972, DNB 730109488.
- Seven Conquests: An Adventure in Science Fiction (1969; auch: Conquests, 1981)
  - Deutsch: Siegeszug im All. Übersetzt von Thomas Schlück. Heyne SF & F #3281, 1972.
- Operation Chaos (1971)
  - Deutsch: Operation Chaos. Übersetzt von Fritz Steinberg. Heyne SF & F #3329, 1973.
- The Broken Sword / Hrolf Kraki’s Saga (1973)
- The Queen of Air and Darkness and Other Stories (1973; auch: The Queen of Air and Darkness: Collected Short Stories Vol. 2, 2011)
  - Deutsch: Zwischen den Milchstraßen. Übersetzt von Tony Westermayr. Goldmann Science Fiction #0213, 1975, ISBN 3-442-23213-9.
- The Many Worlds of Poul Anderson (1974; auch: The Book of Poul Anderson, 1975)
- The Worlds of Poul Anderson (1974)
- Homeward and Beyond (1975)
- Homebrew (1976)
- The Best of Poul Anderson (1976)
  - Deutsch: Die längste Reise. Übersetzt von Tony Westermayr. Goldmann Science Fiction #23315, 1979, ISBN 3-442-23315-1.
- The Night Face and Other Stories (1978)
- Two Worlds (1978)
- Explorations (1981)
- Fantasy (1981)
  - Deutsch: Das Tor der fliegenden Messer. Übersetzt von Wulf H. Bergner, Yoma Cap und Jürgen Langowski. Heyne SF & F #4326, München 1986, ISBN 3-453-31342-9.
- The Dark Between the Stars (1981)
- Winners (1981)
- The Gods Laughed (1982)
- The People of the Wind / The Day of Their Return (1982)
- There Will Be Time / The Dancer From Atlantis (1982)
- The Winter of the World / The Queen of Air and Darkness and Other Stories (1982)
- Conflict (1983)
- Past Times (1984)
- The Unicorn Trade (1984; mit Karen Anderson)
- Dialogue With Darkness (1985)
- Space Folk (1989)
- Alight in the Void (1991)
- Kinship with the Stars (1991)
- The Armies of Elfland (1992)
- Staves (1993)
- All One Universe (1996)
- Going for Infinity (2002)
- Three Hearts & Three Lions, The Broken Sword Omnibus (2003)
- To Outlive Eternity and Other Stories (2007)
- The Valor of Cappen Varra and Two Other Science Fiction Tales (2009)
- Two Worlds of Poul Anderson (2010)
- Anthology of Sci-Fi V3: The Pulp Writers: Poul Anderson (2013)
- Brain Wave / The Boat of a Million Years / The Guardians of Time (2013)
- The Dark Other / Witch of the Demon Seas (2014, Stanley G. Weinbaum (Hrsg.))
- The Star Beast and Other Tales (2014)
- The Third Golden Age of Science Fiction Megapack (2014)
- Fantastic Stories Presents the Poul Anderson Super Pack (2016)
- Three Tales of Time and Space (2018)
- Swordsmen from the Stars (2020)

The Collected Short Works of Poul Anderson
- 1 Call Me Joe (1957)
- 2 The Queen of Air and Darkness (1971)
- 3 The Saturn Game (2010)
- 4 Admiralty (2011)
- 5 Door to Anywhere (2013)
- 6 A Bicycle Built for Brew (2014)
- 7 Question and Answer (2017)

Deutsche Zusammenstellungen
- Notlandung auf Jupiter und andere Stories. Moewig (Terra Nova #23), 1968.
- Das Schwert des Nordens. Übersetzt von Rosemarie Hundertmarck. Bastei Lübbe Science Fiction Special #24099, 1987, ISBN 3-404-24099-5.
- Sternenfahrer. Übersetzt von Otto Kühn, Jesco von Puttkamer und Dolf Strasser. Ullstein Science Fiction & Fantasy #31159, 1987, ISBN 3-548-31159-8.
- Agent im All. Bastei Lübbe Science Fiction Abenteuer #23105, 1990, ISBN 3-404-23105-8.

### Kurzgeschichten
1940er
- Logic (1947)
  - Deutsch: (Logik). In: Poul Anderson: Die Menschheit sucht Asyl. Goldmanns Weltraum Taschenbücher #23, 1961.
- Genius (in: Astounding Science Fiction, December 1948)
- Prophecy (in: Astounding Science Fiction, May 1949)
- Time Heals (in: Astounding Science Fiction, October 1949)
  - Deutsch: Die Zeit heilt. In: Robert Silverberg (Hrsg.): Die Mörder Mohammeds. Marion von Schröder (Science Fiction & Fantastica), 1970.

1950
- Don Quijote and the Windmill (1950)
  - Deutsch: Don Quijote und die Windmühle. In: Helmut G. Gabriel (Hrsg.): Perry Rhodan Magazin 1980 / 8. Pabel Perry Rhodan Magazin #198008, 1980.
- Flight to Forever (in: Super Science Stories, November 1950)
  - Deutsch: Flug in die Ewigkeit. In: Isaac Asimov, Martin H. Greenberg und Charles G. Waugh (Hrsg.): Der letzte Mensch auf Erden. Heyne SF & F #4074, 1984, ISBN 3-453-31038-1.
- Gipsy (1950)
  - Deutsch: Die Sternzigeuner. In: Poul Anderson: Der Psychotechnik-Bund: Die Welt der Frauen. Ullstein Science Fiction & Fantasy #31166, 1988, ISBN 3-548-31166-0.
- The Helping Hand (in: Astounding Science Fiction, May 1950)
  - Deutsch: Entwicklungshilfe. In: Außerirdische mal drei. Pabel (Utopia Zukunftsroman #565), 1968. Auch als: Die helfende Hand. In: Walter Spiegl (Hrsg.): Science Fiction Stories 2. Ullstein 2000 #2 (2773), 1972, ISBN 3-548-02773-3.
- The Long Return (in: Future Combined with Science Fiction Stories, September/October 1950)
- The Perfect Weapon (in: Astounding Science Fiction, February 1950)
- The Star Beast (in: Super Science Stories, September 1950)
  - Deutsch: Ein Mann wie ein Tiger. In: Die Sternzigeuner und andere Stories. Übersetzt von Horst Mayer. Moewig (Terra #376), 1964. Auch als: Der Tiger. In: Kurt Singer (Hrsg.): 13 Horror-Stories. Heyne-Anthologien #36, 1972.
- Trespass! (in: Fantastic Story Quarterly, Spring 1950; auch: Trespass, 1967; mit Gordon R. Dickson)
  - Deutsch: Ein Tempel als Reisegepäck. In: Utopia-Science-Fiction-Magazin, #22. Pabel, 1959.

1951
- Earthman, Beware! (in: Super Science Stories, June 1951)
  - Deutsch: Ein Fremder auf der Erde. In: Die Sternzigeuner und andere Stories. Übersetzt von Horst Mayer. Moewig (Terra #376), 1964.
- Incomplete Superman (in: Future Combined with Science Fiction Stories, March 1951)
- Interloper (in: The Magazine of Fantasy and Science Fiction, April 1951)
  - Deutsch: Der Eindringling. In: Poul Anderson: Das Tor der fliegenden Messer. Übersetzt von Wulf H. Bergner, Yoma Cap und Jürgen Langowski. Heyne SF & F #4326, München 1986, ISBN 3-453-31342-9.
- Lord of a Thousand Suns (in: Planet Stories, September 1951)
  - Deutsch: Herr über tausend Sonnen. In: Wolfgang Jeschke und Brian W. Aldiss (Hrsg.): Titan 21. Heyne SF & F #4036, 1983, ISBN 3-453-30977-4.
- Lord of Thousand Suns (1951)
  - Deutsch: Herr über tausend Sonnen. In: Wolfgang Jeschke und Brian W. Aldiss (Hrsg.): Titan 21. Heyne SF & F #4036, 1983, ISBN 3-453-30977-4.
- Pact (1951, in: Pact; als Winston Sanders)
  - Deutsch: Der Pakt. In: Poul Anderson: Das Tor der fliegenden Messer. Übersetzt von Wulf H. Bergner, Yoma Cap und Jürgen Langowski. Heyne SF & F #4326, München 1986, ISBN 3-453-31342-9.
- Swordsman of Lost Terra (in: Planet Stories, November 1951)
  - Deutsch: Bruder des Schwertes. In: Donald A. Wollheim (Hrsg.): Bruder des Schwertes. Pabel (Terra Fantasy #10), 1975.
- Swordsmen of Lost Terra (1951)
  - Deutsch: Musik der Götter. In: Hubert Straßl (Hrsg.): Pioneer of Wonder 27. Austrotopia Pioneer #27, 1969. Auch als: Bruder des Schwertes. In: Donald A. Wollheim (Hrsg.): Bruder des Schwertes. Pabel Terra Fantasy #10, 1978.
- Terminal Quest (in: Super Science Stories, August 1951; auch: The Last Monster, 1953)
- The Missionaries (in: Other Worlds Science Stories, June and July 1951)
- The Virgin of Valkarion (in: Planet Stories, July 1951)
- Witch of the Demon Seas (in: Planet Stories, January 1951; auch: Demon Journey, 1970; als A. A. Craig)
- World of the Mad (in: Imagination, February 1951)

1952
- Captive of the Centaurianess (in: Planet Stories, March 1952)
- Garden in the Void (in: Galaxy Science Fiction, May 1952)
- Superstition (1952, in: Superstition)
  - Deutsch: Aberglaube. In: Poul Anderson: Das Tor der fliegenden Messer. Übersetzt von Wulf H. Bergner, Yoma Cap und Jürgen Langowski. Heyne SF & F #4326, München 1986, ISBN 3-453-31342-9.
- War-Maid of Mars (in: Planet Stories, May 1952)

1953
- Ashtaru the Terrible (in: Fantasy Magazine, March 1953)
  - Deutsch: Ashtaru der Schreckliche. In: Axel Melhardt (Hrsg.): Pioneer 16. Austrotopia Pioneer #16, 1963.
- Courier of Chaos (in: Future Science Fiction, March 1953)
  - Deutsch: Gespenst aus der Zukunft. In: Ivan Howard (Hrsg.): Gespenst aus der Zukunft. Moewig (Terra Taschenbuch #175), 1970.
- Horse Trader (in: Galaxy Science Fiction, March 1953)
- Rachaela (in: Fantasy Fiction, June 1953)
- Silent Victory (in: Two Complete Science-Adventure Books, Winter 1953)
- The Chapter Ends (1953)
  - Deutsch: Ein Kapitel schließt. In: Donald A. Wollheim (Hrsg.): Sternenstaub. Moewig Terra Sonderband #56, 1962.
- The Disintegrating Sky (in: Fantastic Universe, August–September 1953)
  - Deutsch: Kurz vor dem Ende. In: Die Sternzigeuner und andere Stories. Übersetzt von Horst Mayer. Moewig (Terra #376), 1964.
- The Nest (in: Science Fiction Adventures, July 1953)
- The Sensitive Man (1953)
  - Deutsch: Der integrierte Mensch. In: Poul Anderson: Jenseits der Unendlichkeit. Heyne SF & F #3316, 1972.
- The Temple of Earth (in: Rocket Stories, July 1953)
- The UN-Man (1953)
  - Deutsch: Der UN-Mensch. In: Poul Anderson: Der Psychotechnik-Bund. Ullstein Science Fiction & Fantasy #31163, 1988, ISBN 3-548-31163-6.
- Three Wishes (in: Fantastic, March-April 1953)
- When Half-Gods Go (in: The Magazine of Fantasy and Science Fiction, May 1953)

1954
- Butch (1954, in: August Derleth (Hrsg.): Time to Come: Science-Fiction Stories of Tomorrow)
  - Deutsch: Projekt Geistesblitz. In: August Derleth (Hrsg.): Paradies II. Heyne SF & F #3181, 1970.
- Contact Point (in: If, August 1954; mit Theodore R. Cogswell)
- Elliptic Orbit (in: If, December 1954)
  - Deutsch: Gespenst aus der Vergangenheit. In: Walter Spiegl (Hrsg.): Science-Fiction-Stories 86. Ullstein Science Fiction & Fantasy #31023, 1981, ISBN 3-548-31023-0.
- Planet of No Return (1954)
  - Deutsch: Planet ohne Wiederkehr. In: Clark Darlton (Hrsg.): Utopia-Magazin 12. Pabel Utopia Magazin #12, 1957.
- The Immortal Game (in: The Magazine of Fantasy and Science Fiction, February 1954)
  - Deutsch: Das unsterbliche Spiel. In: Isaac Asimov, Martin H. Greenberg und Charles G. Waugh (Hrsg.): Märchenwelt der Fantasy. Bastei-Lübbe Paperback #28152, 1987, ISBN 3-404-28152-7.
- Warriors From Nowhere (1954)
  - Deutsch: Krieger aus dem Nirgendwo. In: Poul Anderson: Krieger aus dem Nirgendwo. Bastei Lübbe Science Fiction & Fantasy #24364, 2007, ISBN 978-3-404-24364-8.

1955
- Inside Straight (in: The Magazine of Fantasy and Science Fiction, August 1955)
  - Deutsch: Siegeszug im All. In: Poul Anderson: Siegeszug im All. Übersetzt von Thomas Schlück. Heyne SF & F #3281, 1972.
- No World of Their Own (1955)
  - Deutsch: Die fremden Sterne. In: Poul Anderson: Sternenfahrer. Ullstein Science Fiction & Fantasy #31159, 1987, ISBN 3-548-31159-8.
- The Soldier from the Stars (in: Fantastic Universe, June 1955)
- What Shall It Profit (1955)
  - Deutsch: Denn was hülfe es dem Menschen … In: Poul Anderson: Der Psychotechnik-Bund: Kalter Sieg. Ullstein Science Fiction & Fantasy #31164, 1988, ISBN 3-548-31164-4.

1956
- Details (in: If, October 1956)
- Star Ways (1956)
  - Deutsch: Nomaden des Weltalls. In: Poul Anderson: Sternenfahrer. Ullstein Science Fiction & Fantasy #31159, 1987, ISBN 3-548-31159-8.
- The Barbarian (in: The Magazine of Fantasy and Science Fiction, May 1956)
  - Deutsch: Cronkheit, der Barbar. In: Hubert Strassl (Hrsg.): Magira 13. Follow Magira #13, 1972. Auch als: Der Barbar. In: Poul Anderson: Die längste Reise. Goldmann Science Fiction #23315, 1979, ISBN 3-442-23315-1.
- The Corkscrew of Space (in: Galaxy Science Fiction, February 1956)
- The Man Who Came Early (in: The Magazine of Fantasy and Science Fiction, June 1956)
  - Deutsch: Der Mann, der zu früh kam. In: Anthony Boucher (Hrsg.): 20 Science Fiction-Stories. Heyne-Anthologien #2, 1963.

1957
- Among Thieves (in: Astounding Science Fiction, June 1957)
  - Deutsch: Die Barbaren. In: Die Sternzigeuner und andere Stories. Übersetzt von Horst Mayer. Moewig (Terra #376), 1964.
- Call Me Joe (in: Astounding Science Fiction, April 1957)
  - Deutsch: Nennt mich Joe. In: Peter Naujack (Hrsg.): Roboter. Diogenes, 1962. Auch als: Nenn mich Joe. In: Ben Bova und Wolfgang Jeschke (Hrsg.): Titan 8. Heyne SF & F #3597, 1978, ISBN 3-453-30504-3.
- For the Duration (in: Venture Science Fiction Magazine, September 1957)
  - Deutsch: Der Notstand. In: Wulf H. Bergner (Hrsg.): Der verkaufte Planet. Heyne SF & F #3255, 1970.
- Journeys End (in: The Magazine of Fantasy and Science Fiction, February 1957; auch: Journey’s End, 1958)
- License (in: The Magazine of Fantasy and Science Fiction, April 1957; auch: Licence, 1981)
  - Deutsch: Menschenjäger. In: Poul Anderson: Siegeszug im All. Übersetzt von Thomas Schlück. Heyne SF & F #3281, 1972.
- Life Cycle (in: The Magazine of Fantasy and Science Fiction, July 1957)
- A World Called Maanerek (in: Galaxy Science Fiction, July 1957; auch: Memory, 1969)
  - Deutsch: Erinnerung. In: Poul Anderson: Jenseits der Unendlichkeit. Heyne SF & F #3316, 1972.
- Mr. Tiglath (in: Tales of the Frightened, August 1957)
- Security Risk (in: Astounding Science Fiction, January 1957)
- Survival Technique (in: The Magazine of Fantasy and Science Fiction, March 1957; mit Kenneth Gray)
- The Light (in: Galaxy Science Fiction, March 1957)
- The Long Remembering (in: The Magazine of Fantasy and Science Fiction, November 1957)
- The Peacemongers (in: The Magazine of Fantasy and Science Fiction, December 1957)
- The Valor of Cappen Varra (1957)
  - Deutsch: Der Mut des Cappen Varra. In: Science-Fiction-Stories 23. Ullstein 2000 #41 (2951), 1973, ISBN 3-548-02951-5. Auch als: Cappen Varras Heldenmut. In: Poul Anderson: Das Tor der fliegenden Messer. Übersetzt von Wulf H. Bergner, Yoma Cap und Jürgen Langowski. Heyne SF & F #4326, München 1986, ISBN 3-453-31342-9.

1958
- Backwardness (in: The Magazine of Fantasy and Science Fiction, March 1958)
- Innocent at Large (in: Galaxy Science Fiction, July 1958; auch: The Innocent Arrival, 1964; mit Karen Anderson)
- Kyrie (1958, in: Kyrie)
  - Deutsch: Kyrie. In: Science-Fiction-Stories 51. Ullstein 2000 #97 (3159), 1975, ISBN 3-548-03159-5. Auch als: Luzifer. In: Poul Anderson: Die längste Reise. Goldmann Science Fiction #23315, 1979, ISBN 3-442-23315-1.
- The Apprentice Wobbler (in: Star Science Fiction, January 1958)
- The High Ones (in: Infinity Science Fiction, June 1958)
  - Deutsch: Die Totalitären. In: Poul Anderson: Das Horn der Zeit. Übersetzt von Birgit Reß-Bohusch. Heyne SF & F #3212, 1970.
- The Last of the Deliverers (in: The Magazine of Fantasy and Science Fiction, February 1958)
  - Deutsch: Die letzten der Befreier. In: Poul Anderson: Die längste Reise. Goldmann Science Fiction #23315, 1979, ISBN 3-442-23315-1.
- The Man Who Counts (1958)
  - Deutsch: Ein Mann, der zählt. In: Poul Anderson: Das Erdenbuch von Sturmtor. Heyne SF & F #3966, 1983, ISBN 3-453-30898-0.
- The Martian Crown Jewels (in: Ellery Queen’s Mystery Magazine, February 1958; auch: The Case of the Martian Crown Jewels, 1965)
- Wildcat (in: The Magazine of Fantasy and Science Fiction, November 1958)
  - Deutsch: Im Dschungel der Urzeit. In: Clark Darlton (Hrsg.): Im Dschungel der Urzeit. Heyne SF & F #3064, 1965. Auch als: Der Rettungsplan. In: Poul Anderson: Siegeszug im All. Übersetzt von Thomas Schlück. Heyne SF & F #3281, 1972.

1959
- A Man to My Wounding (1959)
  - Deutsch: Attentäter unterwegs. In: Poul Anderson: Das Horn der Zeit. Heyne SF & F #3212, 1970. Auch als: Einen Mann für meine Wunde. In: Joe Haldeman (Hrsg.): Nie wieder Krieg. Heyne SF & F #3863, 1982, ISBN 3-453-30749-6.
- mit Gordon R. Dickson: Ein Tempel als Reisegepäck. In: Bert Koeppen (Hrsg.): Utopia-Magazin 22. Pabel Utopia Magazin #22, 1959.
- Hunters of the Sky Cave (1959)
  - Deutsch: Jäger der Himmelshöhe. In: Die Flandry Dossiers. Bastei Lübbe Science Fiction Action #21148, 1982, ISBN 3-404-21148-0. Auch als: Jäger der Himmelshöhle. In: Poul Anderson: Krieger aus dem Nirgendwo. Bastei Lübbe Science Fiction & Fantasy #24364, 2007, ISBN 978-3-404-24364-8.
- Sister Planet (in: Satellite Science Fiction, May 1959)
- State of Assassination (in: Ellery Queen’s Mystery Magazine, December 1959; auch: A Man to My Wounding, 1968)
  - Deutsch: Attentäter unterwegs. In: Poul Anderson: Das Horn der Zeit. Übersetzt von Birgit Reß-Bohusch. Heyne SF & F #3212, 1970. Auch als: Einen Mann für meine Wunde. In: Joe Haldeman (Hrsg.): Nie wieder Krieg. Heyne SF & F #3863, 1982, ISBN 3-453-30749-6.
- Wherever You Are (in: Astounding Science Fiction, April 1959; als Winston P. Sanders)

1960
- A Logical Conclusion (1960)
  - Deutsch: Eine logische Schlußfolgerung. In: Poul Anderson: Das Tor der fliegenden Messer. Übersetzt von Wulf H. Bergner, Yoma Cap und Jürgen Langowski. Heyne SF & F #4326, München 1986, ISBN 3-453-31342-9.
- A World to Choose (in: Fantastic Stories of Imagination, November 1960; auch: A Logical Conclusion, 1981)
- Barnacle Bull (in: Astounding/Analog Science Fact & Fiction, September 1960; als Winston P. Sanders)
- Eve Times Four (in: Fantastic Science Fiction Stories, April 1960)
  - Deutsch: Eva mal vier. In: Poul Anderson: Die Zeit und die Sterne. Moewig (Terra Taschenbuch #103), 1965.
- The Barrier Moment (in: Astounding/Analog Science Fact & Fiction, March 1960; als Winston P. Sanders)
- The Covenant (in: Fantastic Science Fiction Stories, July 1960)
- The Longest Voyage (in: Analog Science Fact / Fiction, December 1960)
  - Deutsch: Die längste Reise. In: Poul Anderson: Die längste Reise. Goldmann Science Fiction #23315, 1979, ISBN 3-442-23315-1.
- The Martyr (in: The Magazine of Fantasy and Science Fiction, March 1960)
  - Deutsch: Der Märtyrer. In: Anthony Boucher (Hrsg.): 16 Science Fiction-Stories. Heyne-Anthologien #5, 1964.
- The Plague of Masters (1960)
  - Deutsch: Das Virus der Macht. In: Poul Anderson: Geheimagent von Terra. Moewig (Bibliothek Science Fiction), 1980, ISBN 3-8118-2002-8. Auch als: Verteile und herrsche. In: Poul Anderson: Krieger aus dem Nirgendwo. Bastei Lübbe Science Fiction & Fantasy #24364, 2007, ISBN 978-3-404-24364-8.
- The Word to Space (in: The Magazine of Fantasy and Science Fiction, September 1960; auch: A Word to Space, 1984; als Winston P. Saunders)
- Welcome (in: The Magazine of Fantasy and Science Fiction, October 1960)

1961
- Goodbye, Atlantis! (in: Fantastic Stories of Imagination, August 1961)
- My Object All Sublime (in: Galaxy Magazine, June 1961; auch: My Object All Sublime …, 1970)
  - Deutsch: Zeitreise. In: Poul Anderson: Die längste Reise. Goldmann Science Fiction #23315, 1979, ISBN 3-442-23315-1.
- Night Piece (in: The Magazine of Fantasy and Science Fiction, July 1961)
- Orbit Unlimited (1961)
  - Deutsch: Das letzte Sternenschiff. In: Wolfgang Jeschke (Hrsg.): Chroniken der Zukunft Band 2. Heyne (Welten der Zukunft / Chroniken der Zukunft #2), 1984, ISBN 3-453-31148-5.
- The Gipsy (1961)
  - Deutsch: Die Sternzigeuner. In: Poul Anderson: Die Sternzigeuner. Moewig Terra #376, 1965.
- Time Lag (in: The Magazine of Fantasy and Science Fiction, January 1961)
  - Deutsch: Die Zeit hinkt. In: Poul Anderson: Zwischen den Milchstraßen. Übersetzt von Tony Westermayr. Goldmann Science Fiction #0213, 1975, ISBN 3-442-23213-9.

1962
- Epilogue (in: Analog Science Fact / Science Fiction, March 1962)
  - Deutsch: Die Erde gehört uns nicht. In: Poul Anderson: Die Zeit und die Sterne. Moewig (Terra Taschenbuch #103), 1965. Auch als: Epilog. In: Poul Anderson: Die fliegenden Berge. Übersetzt von Leni Sobez. Moewig (Bibliothek Science Fiction), 1979, ISBN 3-8118-0105-8.
- Escape from Orbit (in: Amazing Stories, October 1962)
- Kings Who Die (in: If, March 1962)
  - Deutsch: Der Übermensch. In: Poul Anderson: Siegeszug im All. Übersetzt von Thomas Schlück. Heyne SF & F #3281, 1972.
- The Critique of Impure Reason (in: If, November 1962; auch: Critique of Impure Reason, 1971)
- Third Stage (in: Amazing Stories, February 1962)

1963
- Conversation in Arcady (in: Analog Science Fact / Science Fiction, December 1963)
- No Truce with Kings (in: The Magazine of Fantasy and Science Fiction, June 1963)
  - Deutsch: Die Mission der Fremden. In: Charlotte Winheller (Hrsg.): Die Esper greifen ein. Heyne Allgemeine Reihe #260, 1963. Auch als: Die Zentrale der Esper. In: Poul Anderson: Die Zeit und die Sterne. Moewig (Terra Taschenbuch #103), 1965.
- Que, Donn’Rez Vous? (1963)
  - Deutsch: Was gibst du mir, wenn wir uns wiedersehen ? In: Poul Anderson: Die fliegenden Berge. Übersetzt von Leni Sobez. Moewig (Bibliothek Science Fiction), 1979, ISBN 3-8118-0105-8.
- The Rogue (1963)
  - Deutsch: Der Schurke. In: Poul Anderson: Die fliegenden Berge. Übersetzt von Leni Sobez. Moewig (Bibliothek Science Fiction), 1979, ISBN 3-8118-0105-8.
- Turning Point (in: If, May 1963; auch: The Turning Point, 1983)
  - Deutsch: Wendepunkt Kassiopeia. In: Poul Anderson: Die Zeit und die Sterne. Moewig (Terra Taschenbuch #103), 1965. Auch als: Wendemarke. In: Poul Anderson: Notlandung auf Jupiter. Moewig Terra Nova #23, 1968.

1964
- Mustn’t Touch (in: Analog Science Fact / Science Fiction, June 1964)
- To Build a World (in: Galaxy Magazine, June 1964; auch: Strange Bedfellows, 1969)
  - Deutsch: Problem Luna. In: Walter Ernsting (Hrsg.): 9 Science Fiction-Stories. Heyne-Anthologien #14, 1965.
- Three Worlds to Conquer (1964)
  - Deutsch: Kontakt mit Jupiter. In: Wolfgang Jeschke (Hrsg.): Science Fiction Sammelband. Übersetzt von Werner Gronwald. Heyne SF & F #3930, 1982, ISBN 3-453-30855-7.
- To Build a World (1964)
  - Deutsch: Problem Luna. In: Clark Darlton (Hrsg.): 9 SF-Stories. Heyne Anthologie #14, 1965.

1965
- Hunters of the Cave (1965)
  - Deutsch: Jäger der Himmelshöhle. In: Poul Anderson: Spion der Erde. Bastei Lübbe Science Fiction Abenteuer #23108, 1990, ISBN 3-404-23108-2.
- The Life of Your Time (in: Analog Science Fiction & Fact, September 1965; als Michael Karageorge)
- The Warriors From Nowhere (1965)
  - Deutsch: Unverhofft kommt oft. In: Die Flandry Dossiers. Bastei Lübbe Science Fiction Action #21148, 1982, ISBN 3-404-21148-0.

1966
- Door to Anywhere (in: Galaxy Magazine, December 1966)
- High Treason (in: Impulse, March 1966)
- The Disinherited (1966, in: Damon Knight (Hrsg.): Orbit 1; auch: Home)
  - Deutsch: Vertreibung aus dem Paradies. In: Terry Carr (Hrsg.): Die Superwaffe. Goldmanns Weltraum Taschenbücher #095, 1968. Auch als: Die Enterbten. In: Damon Knight (Hrsg.): Damon Knight’s Collection 1. Fischer Taschenbuch (Fischer Orbit #1), 1972, ISBN 3-436-01477-X. Auch als: Flug ohne Rückkehr. In: Poul Anderson: Zwischen den Milchstraßen. Übersetzt von Tony Westermayr. Goldmann Science Fiction #0213, 1975, ISBN 3-442-23213-9.
- The Disinherited (1966)
  - Deutsch: Vertreibung aus dem Paradies. In: Terry Carr (Hrsg.): Die Superwaffe. Goldmanns Weltraum Taschenbücher #95, 1968.
- The Moonrakers (in: If, January 1966)
  - Deutsch: Mondpiraten. In: Poul Anderson: Jenseits der Unendlichkeit. Heyne SF & F #3316, 1972.
- The Trouble Twisters (1966)
  - Deutsch: Die Friedensstifter. In: Poul Anderson: Die unsichtbare Sonne. Moewig Terra TB #124, 1967.

1967
- A Gift from Centauri (in: Boys’ Life, December 1967)
- Bullwinch’s Mythology (1967)
  - Deutsch: Bullwinchs Mythologie. In: Poul Anderson: Das Tor der fliegenden Messer. Übersetzt von Wulf H. Bergner, Yoma Cap und Jürgen Langowski. Heyne SF & F #4326, München 1986, ISBN 3-453-31342-9.
- Day of Burning (1967)
  - Deutsch: Der Tag des großen Brandes. In: Poul Anderson: Das Erdenbuch von Sturmtor. Heyne SF & F #3966, 1983, ISBN 3-453-30898-0.
- Elementary Mistake (in: Analog Science Fiction & Fact, February 1967; als Winston P. Sanders)
- Eutopia (1967, in: Harlan Ellison (Hrsg.): Dangerous Visions)
  - Deutsch: Flucht in eine andere Welt. In: Harlan Ellison (Hrsg.): 15 Science Fiction-Stories. Heyne-Anthologien #32, 1970.
- In the Shadow (in: Analog Science Fiction & Fact, March 1967; als Michael Karageorge)
  - Deutsch: Universum im Schatten. In: Poul Anderson: Zwischen den Milchstraßen. Übersetzt von Tony Westermayr. Goldmann Science Fiction #0213, 1975, ISBN 3-442-23213-9.
- Poulfinch’s Mythology (in: Galaxy Magazine, October 1967; auch: Bullwinch’s Mythology, 1981)
- To Outlive Eternity (in: Galaxy Magazine, June 1967, 2 Teile; Buchausgabe 2007)

1968
- Peek! I See You! (in: Analog Science Fiction & Fact, February 1968; auch: Peek! I See You, 1982)
- Satan’s World (1968)
  - Deutsch: Satans Welt. In: Poul Anderson: Die Sternenhändler. Bastei Lübbe Science Fiction #23156, 1994, ISBN 3-404-23156-2.
- The Alien Enemy (in: Analog Science Fiction & Fact, November 1968; als Michael Karageorge)
  - Deutsch: Sibylla. In: Poul Anderson: Zwischen den Milchstraßen. Übersetzt von Tony Westermayr. Goldmann Science Fiction #0213, 1975, ISBN 3-442-23213-9.
- The Horn of Time (1968)
  - Deutsch: Das Horn der Zeit. In: Poul Anderson: Das Horn der Zeit. Heyne SF & F #3212, 1970.
- The Inevitable Weapon (in: Analog Science Fiction & Fact, March 1968)

1969
- Escape the Morning (1969, in: Harry Harrison (Hrsg.): Worlds of Wonder)
- The Galloping Hessian (in: Boys’ Life, October 1969)
- The Rebel Worlds (1969)
  - Deutsch: Rebellenwelt. In: Poul Anderson: Agent im All. Bastei Lübbe Science Fiction Abenteuer #23105, 1990, ISBN 3-404-23105-8.

1970
- A Circus of Hells (1970)
  - Deutsch: Höllenzirkus. In: Poul Anderson: Agent im All. Bastei Lübbe Science Fiction Abenteuer #23105, 1990, ISBN 3-404-23105-8.
- Esau (1970)
  - Deutsch: Esau. In: Poul Anderson: Das Erdenbuch von Sturmtor. Heyne SF & F #3966, 1983, ISBN 3-453-30898-0.
- The Fatal Fulfillment (in: The Magazine of Fantasy and Science Fiction, March 1970)
  - Deutsch: Tödliche Schöpfungen. In: Keith Laumer (Hrsg.): Der Zwischenbereich. Heyne SF & F #3443, 1975, ISBN 3-453-30349-0. Auch als: Fatale Erfüllung. In: Poul Anderson: Die längste Reise. Goldmann Science Fiction #23315, 1979, ISBN 3-442-23315-1.
- SOS (in: Worlds of If, March 1970)
  - Deutsch: S O S. In: Science-Fiction-Stories 77. Ullstein Science Fiction & Fantasy #31004, 1979, ISBN 3-548-31004-4.
- The Communicators (1970, in: Robert Hoskins (Hrsg.): Infinity One)

1971
- A Feast for the Gods (in: The Magazine of Fantasy and Science Fiction, November 1971; mit Karen Anderson)
- Murphy’s Hall (1971, in: Robert Hoskins (Hrsg.): Infinity Two; mit Karen Anderson)
- The Broken Sword (1971)
  - Deutsch: Das Schmieden des geborstenen Schwertes. In: Michael Görden (Hrsg.): Das große Buch der Fantasy. Bastei-Lübbe Paperback #28102, 1979, ISBN 3-404-28102-0. Auch als: Das geborstene Schwert. In: Poul Anderson: Das Schwert des Nordens. Bastei Lübbe Science Fiction Special #24099, 1987, ISBN 3-404-24099-5.
- The Byworlder (in: Fantastic, June 1971, 2 Teile)
  - Deutsch: Der Aussenweltler : Science-Fiction-Roman. Übersetzt von Fritz Steinberg. Heyne-Bücher #3338, München 1973, DNB 730412482. Auch als: Der Außenweltler. In: Poul Anderson: Fremde aus dem All. Bastei Lübbe Science Fiction Special #24031, 1982, ISBN 3-404-24031-6.
- The Queen of Air and Darkness (in: The Magazine of Fantasy and Science Fiction, April 1971)
  - Deutsch: Die Königin der Dämonen. In: Terry Carr (Hrsg.): Die Königin der Dämonen. König Taschenbücher #29, 1973, ISBN 3-8082-0072-3. Auch als: Die Königin der Luft und der Dunkelheit. In: Poul Anderson: Zwischen den Milchstraßen. Übersetzt von Tony Westermayr. Goldmann Science Fiction #0213, 1975, ISBN 3-442-23213-9. Auch als: Die Königin der Luft und Dunkelheit. In: Lloyd Biggle, jr. (Hrsg.): Gute Nachrichten aus dem Vatikan und andere »Nebula«-Preis-Stories 1. Moewig (Playboy Science Fiction #6721), 1981, ISBN 3-8118-6721-0. Auch als: Herrin der Luft und der Dunkelheit. In: Wolfgang Jeschke (Hrsg.): Ikarus 2002. Heyne SF & F #6390, 2002, ISBN 3-453-19669-4.
- The Spoilers (in: Boys’ Life, July 1971)

1972
- A Chapter of Revelation (1972, in: The Day the Sun Stood Still)
- Fortune Hunter (1972, in: Robert Hoskins (Hrsg.): Infinity Four)
- Goat Song (in: The Magazine of Fantasy and Science Fiction, February 1972)
  - Deutsch: Bocksgesang. In: Isaac Asimov (Hrsg.): Das Treffen mit Medusa und andere »Nebula«-Preis-Stories 4. Moewig (Playboy Science Fiction #6728), 1982, ISBN 3-8118-6728-8.
- I Tell You, It’s True (1972, in: Harry Harrison (Hrsg.): Nova 2)

1973
- The Faun (1973, in: Poul Anderson: The Queen of Air and Darkness and Other Stories)
- The Little Monster (1973, in: Roger Elwood (Hrsg.): Science Fiction Adventure from Way Out)
- The Pugilist (in: The Magazine of Fantasy and Science Fiction, November 1973)
- The Serpent in Eden (1973, in: Roger Elwood (Hrsg.): Omega)

1974
- How to Be Ethnic in One Single Lesson (1974)
  - Deutsch: Wie man spielend in einer einzigen Lektion Rassenbewußtsein erlangt. In: Poul Anderson: Das Erdenbuch von Sturmtor. Heyne SF & F #3966, 1983, ISBN 3-453-30898-0.
- Single Jeopardy (1974, in: Alfred Hitchcock (Hrsg.): Murders I Fell in Love With; mit Karen Anderson)
- The Visitor (in: The Magazine of Fantasy and Science Fiction, October 1974)
  - Deutsch: Der Besucher. In: Wulf H. Bergner (Hrsg.): Stadt der Riesen. Heyne SF & F #3435, 1975, ISBN 3-453-30325-3.
- The Voortrekkers (1974, in: Edward L. Ferman und Barry N. Malzberg (Hrsg.): Final Stage: The Ultimate Science Fiction Anthology)
  - Deutsch: Die Sternenwanderer. In: Edward L. Ferman und Barry N. Malzberg (Hrsg.): Brennpunkt Zukunft 1. Ullstein Science Fiction & Fantasy #31039, 1982, ISBN 3-548-31039-7.

1975
- A Knight of Ghosts and Shadows (1975)
  - Deutsch: Schattenwelt. In: Poul Anderson: Spion der Erde. Bastei Lübbe Science Fiction Abenteuer #23108, 1990, ISBN 3-404-23108-2.
- The Bitter Bread (in: Analog Science Fiction/Science Fact, December 1975)
- The Peat Bog (1975, in: Poul Anderson: Homeward and Beyond)
- Wolfram (1975, in: Poul Anderson: Homeward and Beyond)

1976
- A Note of Leitmotif (1976, in: Poul Anderson: The Trouble Twisters)
- A Philosophical Dialogue (1976, in: Poul Anderson: Homebrew)
- Dialogue (1976, in: Jack Dann und George Zebrowski (Hrsg.): Faster Than Light)
  - Deutsch: Dialog. In: Jack Dann und George Zebrowski (Hrsg.): Zwölfmal schneller als das Licht. Bastei Lübbe Science Fiction Special #24101, 1987, ISBN 3-404-24101-0.
- House Rule (1976, in: Poul Anderson: Homebrew)
  - Deutsch: Hausregel. In: Poul Anderson: Das Tor der fliegenden Messer. Übersetzt von Wulf H. Bergner, Yoma Cap und Jürgen Langowski. Heyne SF & F #4326, München 1986, ISBN 3-453-31342-9.
- Notes Towards a Definition of Relatedness (1976, in: Poul Anderson: The Trouble Twisters)
- The Kitten (1976, in: Kirby McCauley (Hrsg.): Frights; mit Karen Anderson)

1977
- Joelle (in: Isaac Asimov’s Science Fiction Magazine, Fall 1977)
  - Deutsch: Joelle. In: Birgit Reß-Bohusch (Hrsg.): Isaac Asimovs Science Fiction Magazin 2. Folge. Heyne SF & F #3636, 1979, ISBN 3-453-30548-5.
- Mirkheim (1977)
  - Deutsch: Mirkheim. In: Poul Anderson: Die Sternenhändler. Bastei Lübbe Science Fiction #23156, 1994, ISBN 3-404-23156-2.
- The Tale of Hauk (1977, in: Andrew J. Offutt (Hrsg.): Swords Against Darkness)
  - Deutsch: Die Geschichte von Hauk. In: Andrew J. Offutt (Hrsg.): Atlantis ist überall. Goldmann Fantasy #23802, 1981, ISBN 3-442-23802-1. Auch als: Hauks Saga. In: Poul Anderson: Das Tor der fliegenden Messer. Übersetzt von Wulf H. Bergner, Yoma Cap und Jürgen Langowski. Heyne SF & F #4326, München 1986, ISBN 3-453-31342-9. Auch als: Hauks Geschichte. In: Lin Carter (Hrsg.): Die besten Fantasy-Stories 4. Moewig Science Fiction #3827, 1988, ISBN 3-8118-3827-X.

1978
- Hunter’s Moon (in: Analog Science Fiction/Science Fact, November 1978)
  - Deutsch: Jägermond. In: Wolfgang Jeschke (Hrsg.): Heyne Science Fiction Jahresband 1980. Heyne SF & F #3729, 1980, ISBN 3-453-30633-3.
- On Thud and Blunder (1978)
  - Deutsch: Pfusch und Schlamperei in der Fantasy. In: Poul Anderson: Das Tor der fliegenden Messer. Übersetzt von Wulf H. Bergner, Yoma Cap und Jürgen Langowski. Heyne SF & F #4326, München 1986, ISBN 3-453-31342-9.

1979
- The Gate of the Flying Knives (1979, in: Robert Asprin (Hrsg.): Thieves’ World)
  - Deutsch: Das Tor der fliegenden Messer. In: Robert Asprin (Hrsg.): Die Diebe von Freistatt. Bastei Lübbe Fantasy #20089, 1986, ISBN 3-404-20089-6.
- How Harald Came Home (excerpt from „The Last Viking“) (1979, in: Roy Torgeson (Hrsg.): Other Worlds 1)
- Of Kings in Miklagardh (excerpt from „The Last Viking“) (1979, in: Roy Torgeson (Hrsg.): Other Worlds 1)
- Of Pigs and Men (1979)
  - Deutsch: Von Schweinen und Menschen. In: Poul Anderson: Das Tor der fliegenden Messer. Übersetzt von Wulf H. Bergner, Yoma Cap und Jürgen Langowski. Heyne SF & F #4326, München 1986, ISBN 3-453-31342-9.
- A Stone in Heaven (1979)
  - Deutsch: Am Ende des Weges. In: Poul Anderson: Spion der Erde. Bastei Lübbe Science Fiction Abenteuer #23108, 1990, ISBN 3-404-23108-2.

1980er
- How They Fought at the River Niss (Excerpt from „The Last Viking“) (1980, in: Roy Torgeson (Hrsg.): Other Worlds 2)
- Of Thora Thorbergsdottir (Excerpt from „The Last Viking“) (1980, in: Roy Torgeson (Hrsg.): Other Worlds 2)
- Fantasy in the Age of Science (1981)
  - Deutsch: Fantasy im Zeitalter der Wissenschaft. In: Poul Anderson: Das Tor der fliegenden Messer. Übersetzt von Wulf H. Bergner, Yoma Cap und Jürgen Langowski. Heyne SF & F #4326, München 1986, ISBN 3-453-31342-9.
- The Saturn Game (1981)
  - Deutsch: Das Saturnspiel. In: Hans Joachim Alpers (Hrsg.): Analog 1. Moewig Science Fiction #3547, 1981, ISBN 3-8118-3547-5.
- Strength (1981, in: Larry Niven (Hrsg.): The Magic May Return; mit Mildred Downey Broxon)
- Deathwomb (in: Analog Science Fiction/Science Fact, November 1983)
- Quest (in: Ares, #16 Winter 1983)
- Vorwort (Das Erdenbuch von Sturmtor). In: Poul Anderson: Das Erdenbuch von Sturmtor. Heyne SF & F #3966, 1983, ISBN 3-453-30898-0.
- Vulcan’s Forge (in: Amazing Science Fiction, January 1983)
- Extract From the English Edition of a Guide Michelin (1984, in: Poul Anderson und Karen Anderson: The Unicorn Trade; mit Karen Anderson)
- Fairy Gold (1984, in: Poul Anderson und Karen Anderson: The Unicorn Trade)
- Pride (1985, in: Jim Baen und Jerry Pournelle (Hrsg.): Far Frontiers)
- The Forest (1985, in: Susan Shwartz (Hrsg.): Moonsinger’s Friends)
- Spinneret (1986; mit Karen Anderson)
- Letter from Tomorrow (in: Analog Science Fiction/Science Fact, August 1987)
- Requiem for a Universe (1987, in: Byron Preiss (Hrsg.): The Universe)
- Strangers (in: Analog Science Fiction/Science Fact, January 1988)
- The Comrade (in: Analog Science Fiction/Science Fact, June 1988)
- The Deserter (in: Jim Baen (Hrsg.): New Destinies, Volume IV/Summer 1988)
- Death Wish (1989, in: Byron Preiss (Hrsg.): The Microverse)
- In the House of Sorrows (1989, in: Gregory Benford und Martin H. Greenberg (Hrsg.): What Might Have Been? Volume 1: Alternate Empires; auch: The House of Sorrows, 1996)
- Origin (in: Jim Baen (Hrsg.): New Destinies VII, Spring 1989)
- Plato’s Cave (1989, in: Martin H. Greenberg (Hrsg.): Foundation’s Friends: Stories in Honor of Isaac Asimov)
- Statesmen (in: Jim Baen (Hrsg.): New Destinies, Volume VIII / Fall 1989)

1990er
- Amazement of the World (1990, in: Poul Anderson: The Shield of Time)
- Before the Gods That Made the Gods (1990, in: Poul Anderson: The Shield of Time)
- Beringia (1990, in: Poul Anderson: The Shield of Time)
- Riddle Me This (1990, in: Poul Anderson: The Shield of Time)
- The Burning Sky (1990, in: Martin H. Greenberg (Hrsg.): The Diplomacy Guild)
- The Stranger That Is Within Thy Gates (1990, in: Poul Anderson: The Shield of Time)
- Women and Horses and Power and War (1990, in: Poul Anderson: The Shield of Time)
- A Bicycle Built for Brew (1991, in: Poul Anderson: Kinship with the Stars)
- Rokuro (1991, in: Lou Aronica, Amy Stout und Betsy Mitchell (Hrsg.): Full Spectrum 3)
- Son of the Sword (1991, in: Poul Anderson: Alight in the Void)
- The Year of the Ransom (1991)
  - Deutsch: Das Jahr der Erlösung. In: Poul Anderson: Die Chroniken der Zeitpatrouille. Heyne SF & F #5661, 1997, ISBN 3-453-11946-0.
- When Free Men Shall Stand (1991, in: Gregory Benford und Martin H. Greenberg (Hrsg.): What Might Have Been? Volume 3: Alternate Wars)
- Woodcraft (1991, in: Martin H. Greenberg (Hrsg.): Phases in Chaos)
- Faith (1992, in: Martin H. Greenberg (Hrsg.): After the King: Stories in Honor of J. R. R. Tolkien; mit Karen Anderson)
  - Deutsch: Hoffnung. In: Martin H. Greenberg (Hrsg.): Die Erben des Rings: J. R. R. Tolkien zu Ehren. Bastei Lübbe, 1999, ISBN 3-404-13803-1.
- In Memoriam (in: Omni, December 1992)
- Language (1992, in: Robert Silverberg und Martin H. Greenberg (Hrsg.): Murasaki)
- Unnatural Enemy (1992, in: Byron Preiss und Robert Silverberg (Hrsg.): The Ultimate Dinosaur)
- Genesis (1995, in: Gregory Benford (Hrsg.): Far Futures)
- Scarecrow (1995, in: Greg Bear und Martin H. Greenberg (Hrsg.): New Legends)
- Inside Passage (1996, in: Roger Zelazny (Hrsg.): The Williamson Effect)
- Tyranny (1997, in: Brad Linaweaver und Edward E. Kramer (Hrsg.): Free Space)
- The Shrine for Lost Children (in: The Magazine of Fantasy & Science Fiction, October-November 1999)
- Consequences (in: Nature, May 18, 2000)
- The Bog Sword (2004, in: Noreen Doyle und Harry Turtledove (Hrsg.): The First Heroes: New Tales of the Bronze Age)
- The Newcomers (2005, in: Harry Turtledove (Hrsg.): The Enchanter Completed: A Tribute Anthology for L. Sprague de Camp)

### Anthologien
- Nebula Award Stories 4 (1969)
- A World Named Cleopatra (1977; mit Roger Elwood)
- Mercenaries of Tomorrow (1985; mit Martin H. Greenberg und Charles G. Waugh)
- Terrorists of Tomorrow (1986; mit Martin H. Greenberg und Charles G. Waugh)
- Time Wars (1986; mit Martin H. Greenberg und Charles G. Waugh)
- Space Wars (1988; mit Martin H. Greenberg und Charles G. Waugh)
- No Truce with Kings / Ship of Shadows (1989; mit Fritz Leiber)
- The Saturn Game / Iceborn (1989; mit Paul A. Carter und Gregory Benford)
- The Longest Voyage / Slow Lightning (1991; mit Steven Popkes)
- The Night Fantastic (1991; mit Karen Anderson)
- The Virgin of Valkarion / Earth Alert (2016; mit Kris Neville)

### Sachliteratur
- Is There Life on Other Worlds? (1963)
  - Deutsch: Gibt es Leben auf anderen Welten? Mit einer Einleitung von Isaac Asimov. Übersetzt von Kurt Mahr. Heyne (Das Heyne Sachbuch #11), München 1964, DNB 450077926.
- Thermonuclear Warfare (1963)
- The Infinite Voyage: Man’s Future in Space (1969)
- How to Build a Planet (1991; mit Stephen L. Gillett)